# Viena
|  | Per a altres significats, vegeu «Viena (desambiguació)». |

Viena (en alemany Wien [viːn]) és la capital d'Àustria, alhora que un dels seus nou estats federats (Bundesland Wien, Land Wien). Està situada a l'est de l'estat, prop de la frontera amb Eslovàquia, als marges del riu Danubi. Està envoltada per l'estat federat de Baixa Àustria. Amb una població d'1.935.000 habitants (1 de gener de 2022), Viena és la ciutat més gran, centre cultural i polític d'Àustria. L'àrea metropolitana té 2,4 milions d'habitants, població similar a la de la ciutat el 1914. La llengua oficial n'és l'alemany.
És seu de diverses companyies i institucions internacionals, entre d'altres l'OSCE, l'OPEP i diverses agències de les Nacions Unides, així com l'Agència Internacional de l'Energia Atòmica. Cada any, l'1 de gener s'hi celebra el Concert d'Any Nou de Viena.
La ciutat té una llarga història, ja que és una de les capitals més antigues d'Europa, cosa que explica el seu important patrimoni artístic. Durant el segle xix, fou una de les grans capitals musicals del món i, a començaments del segle xx, Meca de la filosofia i el debat polític d'occident, així com un dels principals centres culturals mundials. El 2001, el centre de la ciutat va ser designat per la UNESCO Patrimoni de la Humanitat.
A part de ser considerada com la Ciutat de la Música, pel seu ric llegat musical, Viena també és coneguda com "La Ciutat dels Somnis", ja que va ser la llar de Sigmund Freud, neuròleg considerat el pare de la psicoanàlisi i la interpretació dels somnis.
Les arrels de la ciutat es troben en els primers assentaments de celtes i romans, i es transforma en una ciutat medieval i barroca, que esdevé la capital de l'Imperi austrohongarès. És ben coneguda per interpretar un paper essencial com a centre de música líder d'Europa, a partir de la gran època del classicisme vienès durant la primera part del segle xix. El centre històric de Viena és ric en conjunts arquitectònics, incloent-hi castells barrocs i jardins, així com la Ringstraße de finals del segle xix, plena de grans edificis, monuments i parcs.
Diferents estudis situen la ciutat de Viena com una de les ciutats amb millor qualitat de vida del món: en un estudi del 2005 sobre 127 ciutats del món, The Economist Intelligence Unit la classificà en primer lloc (empatada amb Vancouver, Canadà) i, en l'enquesta del 2011 sobre 140 ciutats, Viena va ocupar el segon lloc, darrere de Melbourne). Durant tres anys consecutius (2009-2011), la consultoria de recursos humans Mercer, la situa en el primer lloc en la seva enquesta anual sobre la "qualitat de vida", duta a terme en centenars de ciutats arreu del món.
Cada any des de 2005, Viena ha estat el número u mundial de destinació de congressos i convencions internacionals. La ciutat atrau prop de cinc milions de turistes a l'any.

## Etimologia
El nom es creu que prové de la paraula romana Vindobona, nom d'origen celta que significa "ciutat blanca". El seu nom és cèltic, i procedeix, com les distintes Vienes, Vianes o Veanes que estan distribuïdes per Europa, de la paraula beann (muntanya, pujol o cim). En diversos diccionaris de llengües cèltiques, es veu aquesta paraula: beann en gaèlic escocès significa "pic"/"punta", o "cim"; en irlandès protogaèlic, molt més pròxim al celta original, és benn.

## Història

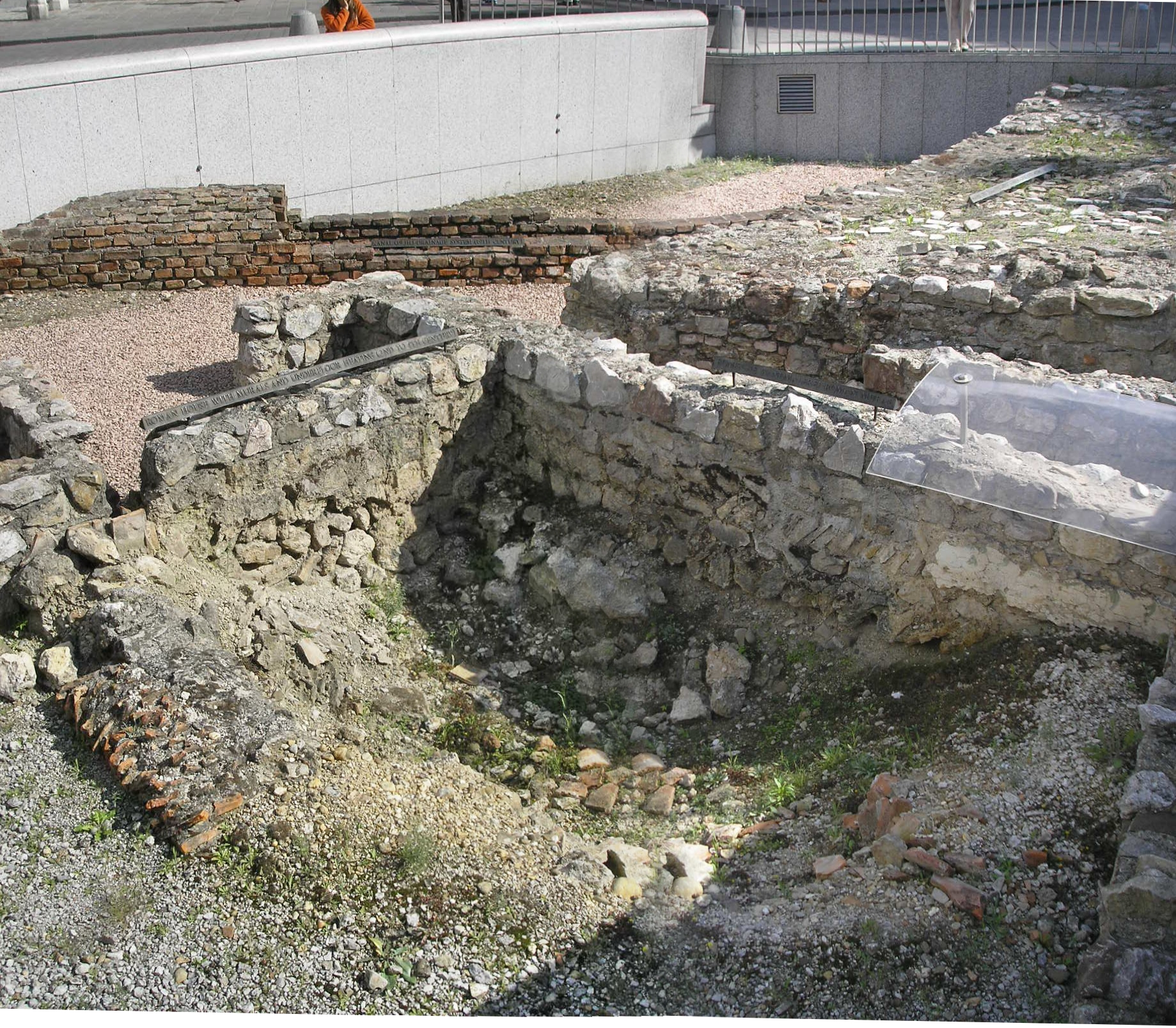
Ruïnes romanes a la Michaelerplatz.

### Antiguitat
Els primers assentaments humans a l'actual Viena són d'origen celta (al voltant del 500 aC), posteriorment germànics, i amb l'expansió de l'Imperi Romà cap al nord el segle i aC, s'adhereix a aquest l'any 13 aC. El riu Danubi, així com els Alps, serveix llavors de límit natural entre bàrbars i romans, i Vindobona serveix des de llavors i fins a la caiguda de Roma (any 476 dC) com a punt de defensa de l'imperi. La ciutat neix com a campament de l'exèrcit romà, per a controlar la província de Pannonia, en què s'assenten diferents unitats, entre les quals destaca la Legió X Gemina, que hi va romandre des de l'any 106 fins a finals del segle iv, ja que la zona va ser ocupada per pobles germànics en època de Gracià i de Teodosi I.

### Edat mitjana
Amb les invasions bàrbares, és ocupada per àvars i magiars. Carlemany conquereix la ciutat el segle ix i la bateja amb el nom d'Ostmark (la marca de l'est). Durant l'alta edat mitjana, Viena és un important aliat de la Ciutat del Vaticà i punt d'abastament d'armes i vitualles per a l'empresa de les croades. El 1237, les muralles de Viena van assolir l'extensió que conservarien fins a la seva desaparició, el 1857.
Al segle xiii, Viena estigué sota l'amenaça de l'Imperi Mongol, que s'estenia al llarg de l'actual Rússia i la Xina. Tanmateix, a causa de la mort del seu líder, Ogodei, l'exèrcit mongol retrocedí de la frontera europea, i no va tornar-hi. Va ser capital d'Hongria amb Maties Corví.
Viena va ser la llar de la dinastia Babenberg, i el 1440 es va convertir en la ciutat residència de la dinastia dels Habsburg. Llavors, el temps la va fer créixer fins a convertir-se en la capital del Sacre Imperi Romanogermànic i un centre cultural per a les arts i la ciència, la música i la gastronomia.

### Edat moderna

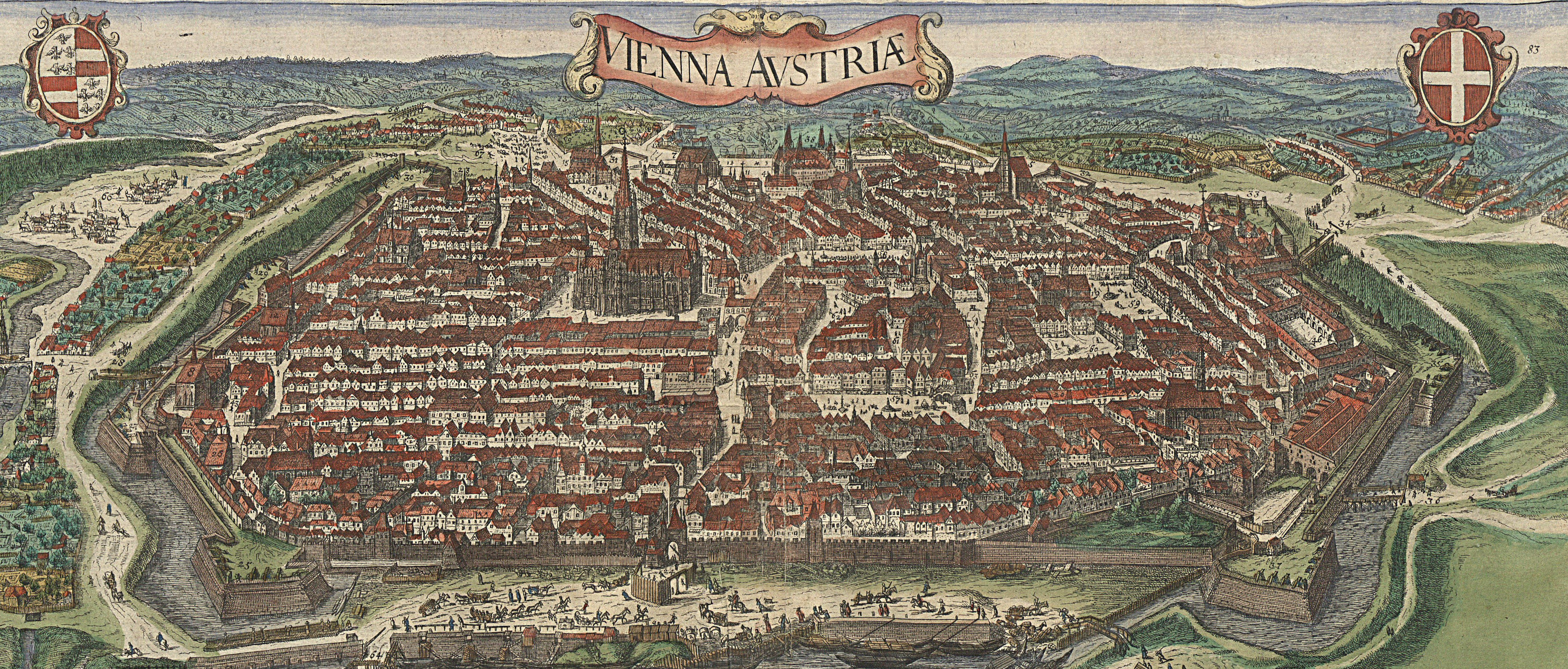
Viena el 1609, entre els dos setges otomans.

A partir de la caiguda de Constantinoble a mans otomanes (1453), hi ha un interès creixent de l'Imperi turc sobre Viena, ja que era la clau per a conquerir els altres països d'Europa, interès que es fa més notable durant el període del soldà turc Solimà I el Magnífic. Però els seus esforços van fracassar i els austríacs van sortir victoriosos dels diferents setges a què van sotmetre la ciutat, el primer setge el 1529, malgrat que inicialment els defensors de la ciutat només van rebre el suport poc entusiasta dels seus veïns alemanys. L'exèrcit turc estava mal equipat per a un setge i la seva tasca va ser obstaculitzada per la neu i les inundacions. Solimà se'n va retirar a finals d'octubre i no va poder reprendre el setge a la seva tornada el 1532, quan va trobar els defensors amb el suport d'un gran exèrcit sota el comandament de l'emperador Carles V.
Entre el primer i el segon setge turc, les instal·lacions defensives van ser reforçades i es van modernitzar constantment. Això va portar com a conseqüència que s'haguessin d'ampliar una vegada i una altra els espais lliures davant els bastions per utilitzar-los com a camp de tir. El 1529, aquests espais incloïen 90 m que, a partir de 1683, van ser eixamplats a 450 m. Fins al 1858, no es va construir cap edifici en aquesta esplanada.
El segon setge es va produir el 1683 i va marcar el començament del declivi de l'Imperi Otomà a Europa. Va ser iniciat pel gran visir Kara Mustafà, que necessitava desesperadament un èxit militar per a reforçar la seva posició inestable i va tractar d'aconseguir-ho en una campanya contra l'emperador Leopold I. Els turcs van avançar amb força aclaparadora, van assetjar la ciutat el 16 de juliol, però la seva falta d'artilleria de setge va permetre a Leopold reunir un exèrcit addicional format per tropes austríaques, alemanyes i poloneses, que van derrotar les forces turques, en una batalla deslliurada davant dels murs de la ciutat el 12 de setembre i que també es coneix com a Batalla de Kahlenberg.

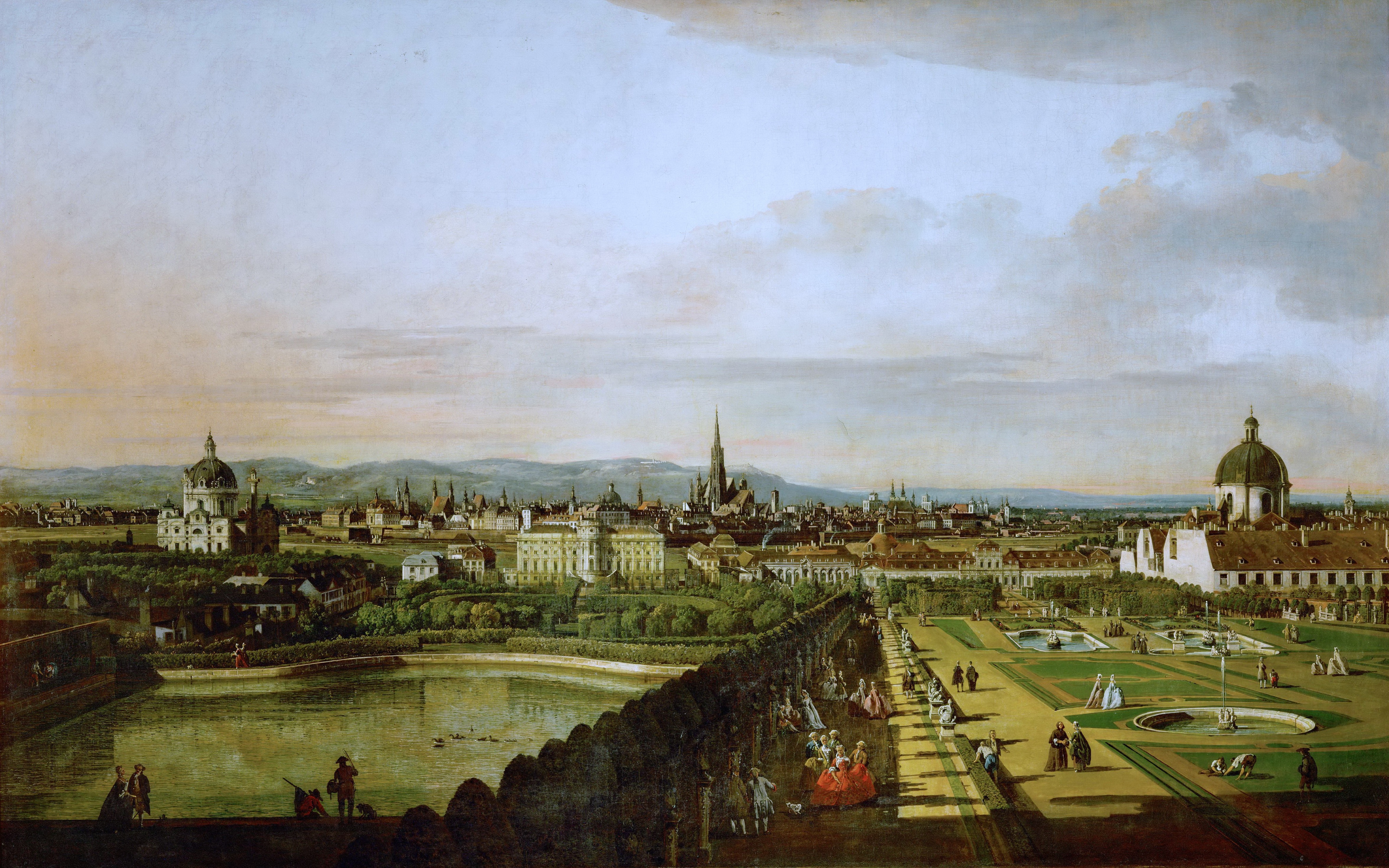
Vista de Viena el 1758, per Canaletto.

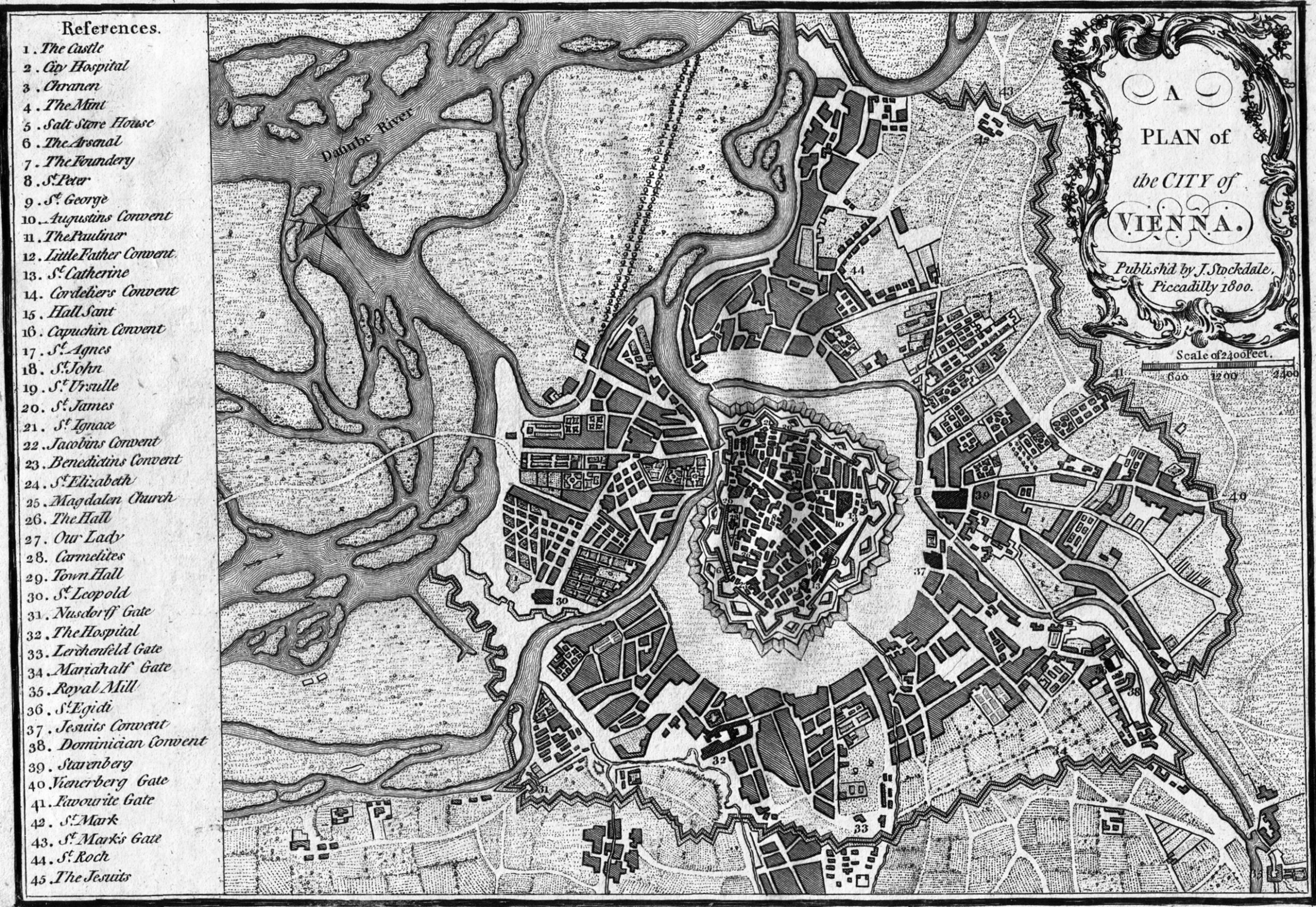
Viena l'any 1800.

Durant el segle xviii, els Habsburg, que havien convertit la ciutat en la seva capital des de 1556, van veure com la seva importància augmentava amb l'expansió per la vall del Danubi. Es va convertir en el nucli principal del barroc europeu gràcies a la construcció d'importants obres arquitectòniques i creacions musicals. El 1800, abans de les guerres napoleòniques, la ciutat tenia 231.900 habitants.
Des del setge de 1683, moment en què van ser destruïdes nombroses ciutats petites que hi havia a l'exterior de la muralla, al terreny ondulat situat davant la ciutat es van alçar nombrosos palaus amb jardins. El punt de partida va ser el projecte del Palau reial de Schönbrunn, elaborat per Johann Bernhard Fischer von Erlach. Cap al 1720, es comptaven 200 residències rurals. El príncep Eugeni de Savoia havia adquirit el 1693 la parcel·la més bella i una de les més grans amb els primers ingressos que li havien arribat. Allà, després de quaranta anys de treball, va aixecar el Palau Belvedere amb els seus espaiosos jardins.

### Era napoleònica
Després de la derrota austríaca en mans de Napoleó Bonaparte el 1809 (Batalla de Wagram), aquest últim s'allotja al Palau de Schönbrunn, a Viena, on amb prou feines uns anys enrere s'havien allotjat Lluís XVI i Maria Antonieta, filla de Maria Teresa i Francesc I, emperadors d'Àustria. Durant aquesta estada, França i Àustria s'alien, i Napoleó es casa amb Maria Lluïsa, també filla dels emperadors d'Àustria.

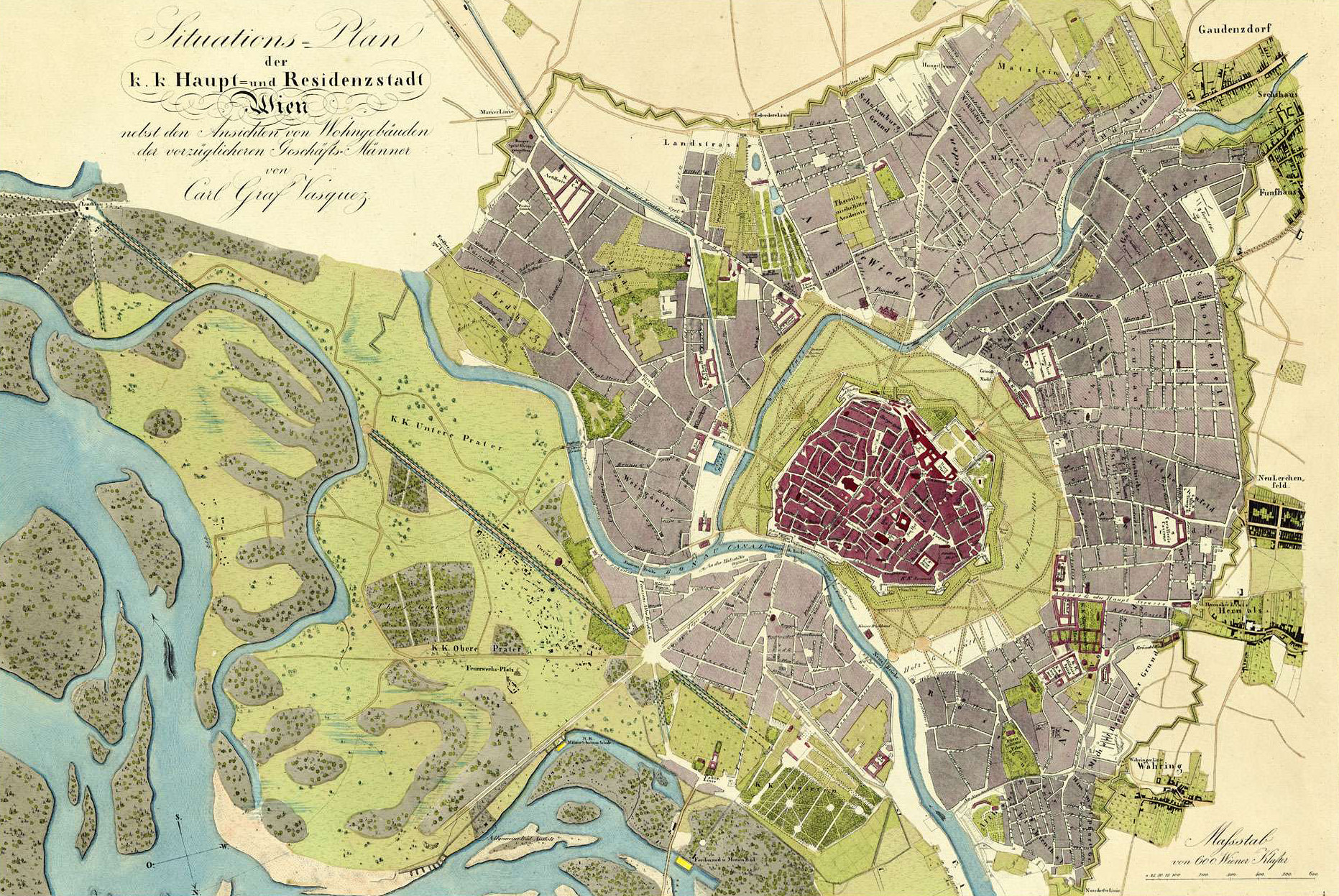
Viena el 1830.

Metternich, canceller austríac en aquesta època, canvia Àustria al bàndol antinapoleònic després de la derrota francesa a Rússia. Després de la derrota definitiva de Napoleó, s'hi celebra el Congrés de Viena, una conferència internacional convocada per tal de restablir les fronteres d'Europa. La reunió es va dur a terme de l'1 d'octubre del 1814 al 9 de juny del 1815, cosa que permet a Àustria conservar gran part dels seus territoris malgrat haver estat aliada amb Napoleó, i a partir de llavors, Viena, per mitjà del canceller Metternich, es convertiria en l'eix de la política de l'Europa continental durant els següents 30 anys.

### Imperi austrohongarès

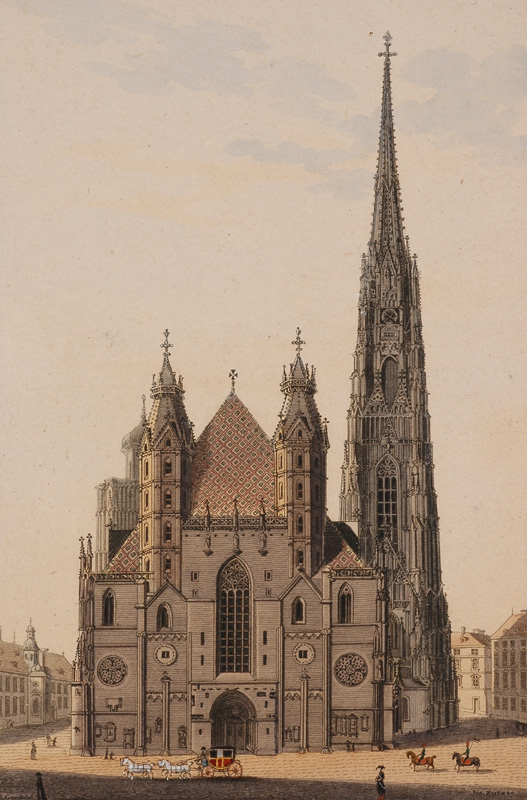
La catedral de Sant Esteve al voltant de 1830.

Durant el segle xix, sobretot en la segona meitat, Viena va iniciar un enlairament demogràfic, acompanyat de reformes urbanístiques, que la van convertir en una gran ciutat, i va multiplicar, en un segle, la seva població per deu.
El 1857, s'enderrocaren les muralles per decret de Francesc Josep I d'Àustria, i s'hi obrí una nova avinguda, la Ringstraße, on es van construir importants edificis, com l'Òpera, la Universitat, l'Ajuntament, el Parlament, la Borsa i els museus d'història d'art i d'història natural.
La derrota d'Àustria en la Guerra austroprussiana el 1866 i la posterior annexió dels estats alemanys a Prússia van convertir la unificada Alemanya en un perill per a Àustria, per la qual cosa aquesta última es va haver d'aliar amb Hongria en el que es coneix com la "política de compensació" o Ausgleichspolitik.
Així doncs, després del Compromís austrohongarès de 1867, Viena es va convertir en la capital de l'Imperi austrohongarès i en un centre cultural, artístic, polític, industrial i financer de primer ordre mundial. Després d'aquesta aliança, Àustria prossegueix sumant-ne d'altres i, a finals del segle xix, l'imperi incloïa els actuals estats d'Àustria, Hongria, Eslovàquia, República Txeca, la Galítsia polonesa, la Transsilvània romanesa, la Bucovina romanesa i ucraïnesa, la Rutènia ucraïnesa, Croàcia, Bòsnia i Hercegovina, Eslovènia i el Trentino-Tirol del Sud italià.
Viena assoleix el seu màxim demogràfic el 1916 amb 2.239.000 habitants, i és la tercera ciutat més gran d'Europa. Aquest és el període cultural més gloriós de la monarquia dels Habsburg, amb Francesc Josep I regint l'imperi (període 1848-1916). També és l'època dels sumptuosos valsos vienesos a l'Òpera Nacional de Viena (Wiener Staatsoper), grans carruatges passejant per la Ringstraße i la Kärntner Strasse, així com dels típics cafès vienesos.

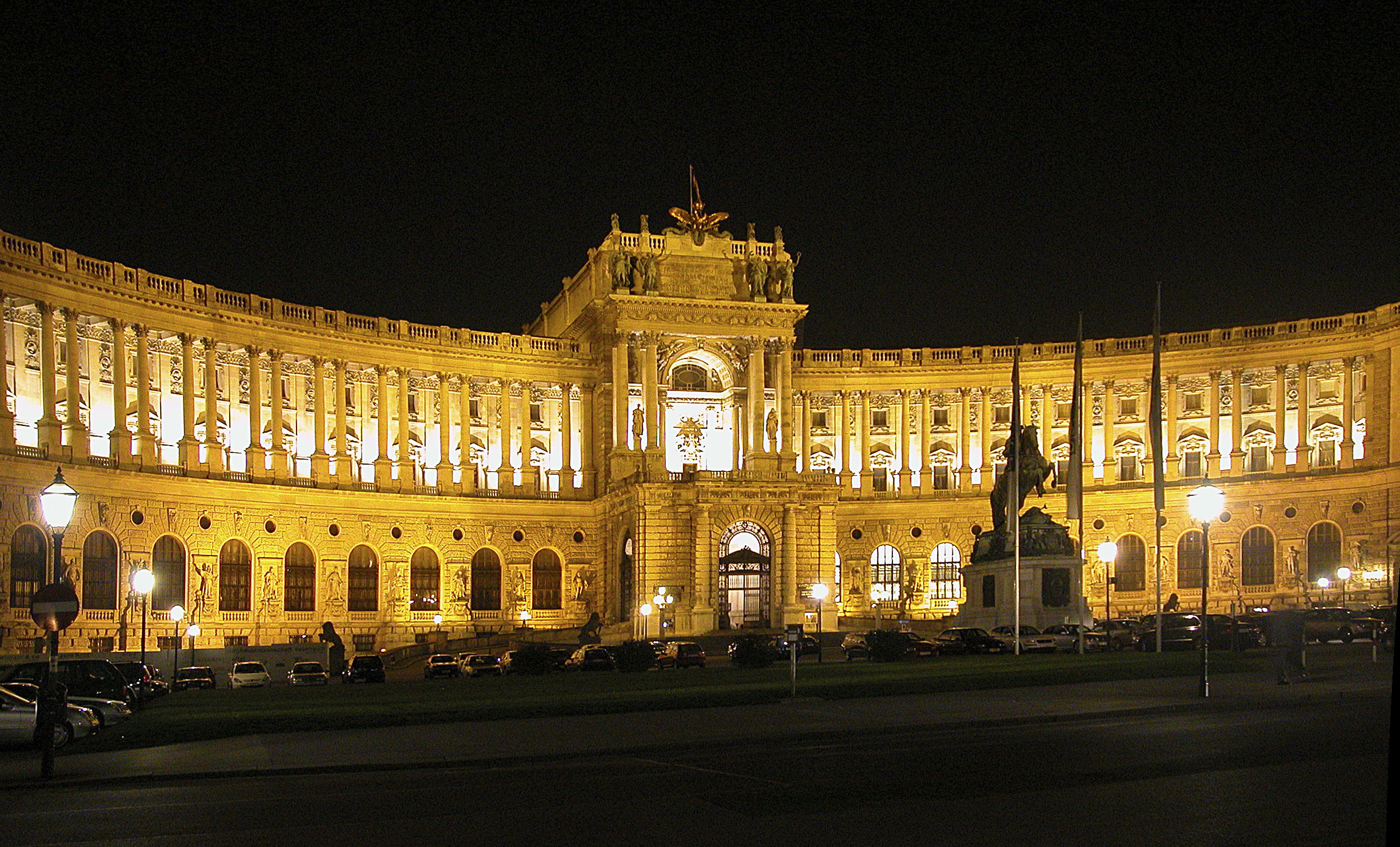
Residència d'hivern dels Habsburg.

De l'època destaquen intel·lectuals com Sigmund Freud en la psicoanàlisi i Otto Bauer en el camp del pensament polític, principal exponent de l'austromarxisme, idees que calarien fort en la societat vienesa, car ja el 1895 el govern municipal estaria en mans del partit socialcristià, precursor del partit socialista. Tampoc no s'ha d'oblidar, en el pla artístic, el moviment modernista, la Secessió de Viena, amb Gustav Klimt com a principal exponent a la pintura, Coloman Moser en el grafisme i Joseph Maria Olbrich i Joseph Hoffman en l'arquitectura. Contrari a aquests, destacaria així mateix Adolf Loos amb el seu racionalisme arquitectònic. Tanmateix, la Primera Guerra Mundial i la posterior derrota austrohongaresa truncarien gran part d'aquesta esplendor.
Després de l'assassinat de l'arxiduc hereu Francesc Ferran i la seva esposa, Sofia Chotek, a Sarajevo, en mans del terrorista serbobosnià Gavrilo Princip, i davant de l'aclaparadora evidència de la participació dels serveis d'intel·ligència serbis en el complot, la monarquia dual declara la guerra a Sèrbia, a la qual s'alien Alemanya i Turquia que, davant de l'oposició de França, Anglaterra i Rússia, esdevé en la Primera Guerra Mundial. A l'octubre de 1918, Àustria-Hongria derrotada i els seus aliats, esclata la revolució a Viena, que demana la dissolució de la monarquia i la independència austríaca; seria el final de la monarquia dels Habsburg que governava el país des de 1278.

### República d'Àustria
Viena es va convertir, després del Tractat de Saint-Germain-en-Laye, en la capital de la petita República d'Àustria, reduïda a la seva mida actual, i sofrí un important revés demogràfic, econòmic i polític. Malgrat tot, en aquesta època va continuar l'activitat intel·lectual amb el Cercle de Viena (der Wiener Kreis), considerat per molts el grup d'intel·lectuals més influents del segle xx a Europa, entre els quals destaquen Karl Popper, Moritz Schlick i Ludwig Wittgenstein en la filosofia positivista lògica (Logischer Empirismus).
Durant el període democràtic, que va durar des de la constitució de la República, el 1919, fins a la dictadura d'Engelbert Dollfuss, el 1934, la ciutat va estar governada pel Partit Socialista, la qual cosa li va valer el sobrenom de la "Viena roja". La ciutat va ser escenari de la Guerra Civil d'Àustria del 1934, quan el canceller Engelbert Dollfuss va enviar l'exèrcit austríac a bombardejar habitatges civils ocupats per la milícia socialista.

### Tercer Reich
La importància cultural vienesa es mantindria fins al 1938, en què el país va ser envaït, i posteriorment annexionat per l'Alemanya nazi. L'esmentada annexió, coneguda com a l'Anschluss, estava prohibida en els tractats de pau i va ser la primera de les expansions amb l'objectiu d'unificar en un sol estat tots els alemanys, sota un sol lideratge (ein Volk, ein Reich, ein Führer). A la ciutat, que va passar a ser capital de la província d'Ostmark, Hitler va pronunciar, el 14 de març del 1938, el seu primer gran discurs als vienesos des del balcó central del Palau de Hofburg, discurs que és considerat un dels més "emotius" del dictador i de major aclamació per la seva massiva audiència, a causa de l'eufòria que l'annexió d'Àustria al Tercer Imperi germànic (Drittes Reich) va causar en part de la població. Per legitimar la invasió, es va celebrar un referèndum el 10 d'abril que va resultar favorable a l'Anschluss amb un 99,73%, si bé mancava de garanties democràtiques: el vot no era secret i no es va deixar votar als jueus ni altres minories.
Durant la Segona Guerra Mundial, Viena va sofrir els indiscriminats bombardeigs aeris nord-americans, que van destruir bona part del patrimoni històric (la catedral gòtica de Sant Esteve, l'òpera de Viena, els ponts del Danubi, entre d'altres), el qual va ser reconstruït després de la contesa. El maig del 1945 Viena és presa per l'exèrcit soviètic, el qual, juntament amb francesos, nord-americans i anglesos, després l'ocuparien durant els 10 anys posteriors sota un sistema d'ocupació quadripartit a la ciutat, similar al de Berlín.

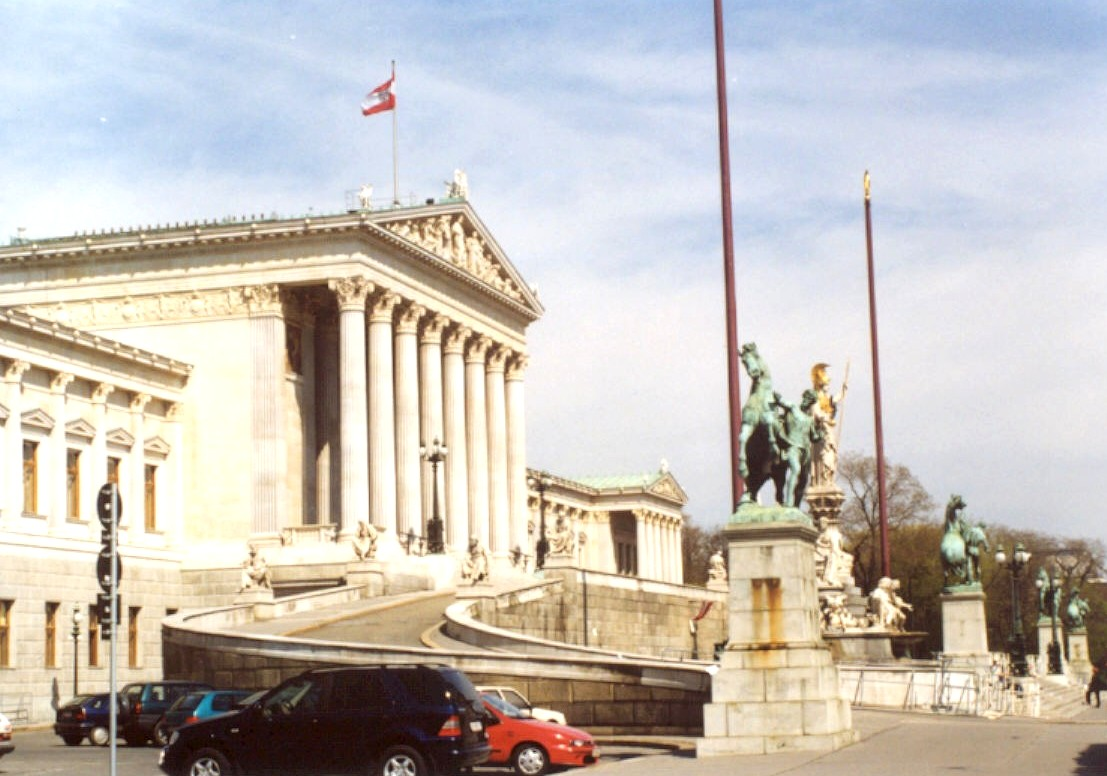
Parlament d'Àustria a Viena.

### Postguerra
Quan el 1948 es va produir el bloqueig de Berlín, Viena es convertí en encara més vulnerable, perquè no tenia cap aeroport al sector occidental. Tanmateix, malgrat els temors, els soviètics no bloquejaren Viena. Alguns han argumentat que això es devia al fet que l'Acord de Potsdam va donar per escrit els drets d'accés al sector occidental, mentre que tal garantia per escrit no s'havia donat respecte a Berlín. La veritable raó, però, sempre continuarà sent una qüestió d'especulació. Durant els 10 anys d'ocupació estrangera, Viena es va convertir en un llit calent per a l'espionatge entre els blocs occidental i oriental. L'atmosfera de quatre poders vienesa és capturada en la novel·la de Graham Greene El tercer home i per la pel·lícula que se'n va fer.
En la dècada del 1970, el canceller d'Àustria Bruno Kreisky inaugurà el Centre Internacional de Viena, una nova àrea de la ciutat creada per albergar les institucions internacionals. Viena ha recuperat una part de la seva antiga rellevància internacional en acollir diverses organitzacions internacionals, com les Nacions Unides (ONUDI, ONUV, OTPCE i ONUDD), l'Agència Internacional de l'Energia Atòmica, l'Organització de Països Exportadors de Petroli i l'Organització per a la Seguretat i la Cooperació a Europa.

## Política
Viena és, per tradició, una ciutat de forts debats d'idees polítiques, origen de La socialdemocràcia durant la segona dècada del segle xix (vegeu Otto Bauer). Després de la Segona Guerra Mundial, la preferència dels vienesos s'ha inclinat generalment cap al centreesquerra del SPÖ (Sozialdemokratische Partei Österreichs), el Partit Socialdemòcrata d'Àustria, partit de l'actual alcalde de la ciutat, Michael Häupl. Així mateix, i sent Viena una ciutat cosmopolita, partits nacionalistes d'ultradreta, com el FPÖ (Freiheitliche Partei Österreichs), que liderava Jörg Haider, no tenen major presència electoral a Viena, sinó més aviat a les províncies del sud, com Caríntia (Kärnten) i Estíria (Steiermark).

## Urbanisme
L'estructura de la ciutat, formada per tres cercles concèntrics, reflecteix les etapes del creixement urbà; el centre històric (Innere Stadt), que conserva nombrosos edificis i palaus dels s. XVII i XVIII, és envoltat pel Ring, trajecte circular d’on surten diverses vies radials que van fins al Gürtel, segon gran bulevard concèntric i que inclou els barris residencials del s. XIX, més enllà del qual es troben ja els barris perifèrics.
Establerta inicialment a alguns quilòmetres de la riba del Danubi, sobre la riba dreta, Viena se'n mantingué allunyada a fi de protegir-se'n de les crescudes. En ser canalitzat el riu entre els segles xviii i xix, la ciutat pogué finalment acostar-s'hi, i posteriorment estendre's per la riba esquerra. Tot i això, una important asimetria hi persisteix, amb la riba esquerra que acull només 200.000 habitants.
Un altre factor determinant en l'urbanisme de Viena fou el seu paper de ciutat fronterera del món cristià durant diversos segles, pel qual Viena restà durant molt de temps encerclada per fortificacions que expliquen la densitat del teixit urbà central. La darrera muralla, desmantellada a mitjans del segle xix, fou reemplaçada per una sèrie d'avingudes concèntriques conegudes sota el nom de Ring ('anell' en alemany).
El 1850, Viena, amb el consentiment de l'emperador, va incloure 34 pobles del voltant, anomenats Vorstädte, dins dels límits de la ciutat. A aquest efecte, les muralles de la ciutat van ser arrasades després del 1857 per decisió Francesc Josep I d'Àustria per tal de possibilitar l'ampliació del centre de la ciutat.
En el seu lloc, fou constrïda una àmplia avinguda, anomenada Ringstraße. Al llarg d'aquesta i fins al canvi de segle, es construïren nombrosos edificis públics i privats, monuments i parcs. Aquests edificis inclouen el Rathaus (ajuntament), el Burgtheater, la Universitat, el Parlament, els museus bessons de la història natural i les belles arts, i la Staatsoper. També és la ubicació de la nova ala del Hofburg, l'antic Palau imperial, i del Ministeri de Guerra. També s'hi troba l'església votiva, espectacular església neogòtica, mentre que la Catedral de Sant Esteve, principalment gòtica, és al centre de la ciutat, a la Stephansplatz. El Govern Imperial va crear el Fons de Renovació de la ciutat de Viena (Wiener Stadterneuerungsfonds), durant el qual es venen moltes edificacions a inversors privats per tal de finançar en part les obres públiques.
Del 1850 al 1890, els límits oest i sud de la ciutat han seguit bàsicament la muralla anomenada Linienwall. Fora d'aquesta, es construí, des del 1873, una carretera de circumval·lació anomenada Gürtel. El 1890, es va decidir integrar 33 suburbis més enllà d'aquesta muralla (anomenats Vororte) a Viena. El Linienwall va ser enderrocat des del 1894 en endavant
Del 1850 al 1904, Viena s'havia expandit només a la riba dreta del Danubi, arran de la branca principal, abans que la regulació del 1868-1875, és a dir, el Vell Danubi d'avui. El 1904, el districte 21 va ser creat per integració: Floridsdorf, Kagran, Stadlau, Hirschstetten, Aspern i altres pobles de la riba esquerra del Danubi, a Viena; el 1910, Strebersdorf hi fou integrat.
El 15 d'octubre del 1938, els nazis van crear la Gran Viena amb 26 districtes, mitjançant la fusió de 97 ciutats i pobles de Viena, 80 dels quals, el 1954, varen tornar a escindir-se i passar a formar part de la Baixa Àustria. Des de llavors, Viena té 23 districtes.
Les indústries es localitzen principalment en els districtes del sud i de l'est. La Innere Stadt es troba lluny del corrent principal del Danubi, però està limitada pel Donaukanal ("Canal del Danubi"). Els districtes segon i 20 de Viena es troben entre el Donaukanal i el riu Danubi. A l'altra banda del Danubi, on és localitzat el Centre Internacional de Viena, i la zona sud, són les parts més modernes de la ciutat (districtes 21-23).

## Divisió administrativa

Mapa dels 23 barris de Viena

La ciutat de Viena està dividida en 23 districtes o barris.
| 1. Innere Stadt (Centre de la ciutat) 2. Leopoldstadt 3. Landstraße 4. Wieden 5. Margareten 6. Mariahilf 7. Neubau 8. Josefstadt 9. Alsergrund 10. Favoriten 11. Simmering 12. Meidling | 1. Hietzing 2. Penzing 3. Rudolfsheim-Fünfhaus 4. Ottakring 5. Hernals 6. Währing 7. Döbling 8. Brigittenau 9. Floridsdorf 10. Donaustadt 11. Liesing |

## Clima

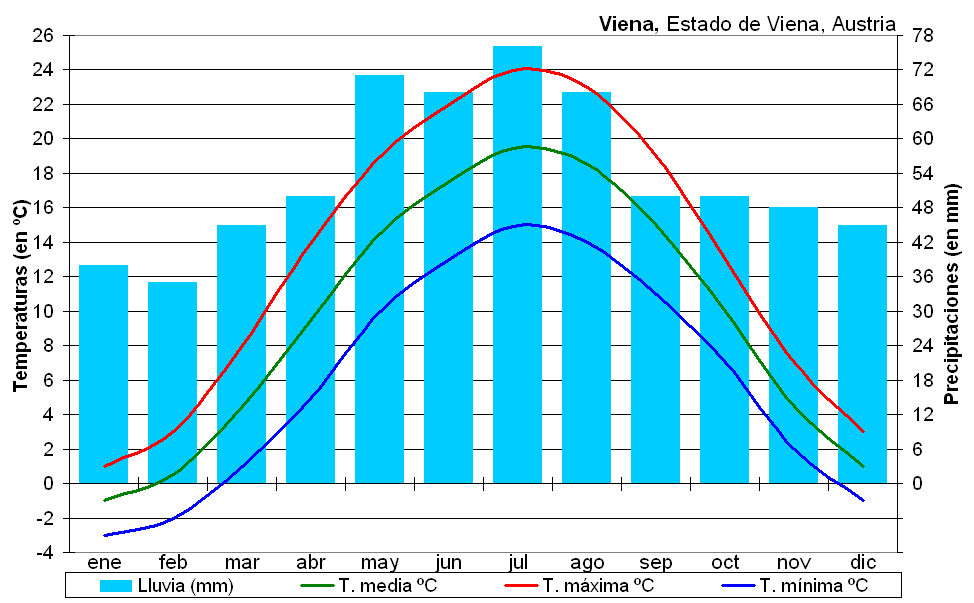
Climograma de Viena

Viena presenta un clima continental, prop de la vall del Danubi, influenciat per la seva situació propera als Alps. La temperatura mitjana anual és de 9,5 °C, amb una important oscil·lació anual, però escassa quant a la diària. Les precipitacions són de 644 mm, sense mesos secs, però amb un màxim a l'estiu.
Els hiverns són molt freds, amb temperatures mitjanes entorn dels 0 °C i freqüents gelades i nevades, amb rècords de -25 °C. Els estius són suaus i humits; les temperatures, si bé no són càlides, poden superar els 35 °C en algunes ocasions. La tardor i la primavera són molt variables quant a temperatures, i amb precipitacions relativament abundants.
| Dades climàtiques a Vienna (Innere Stadt)               | Dades climàtiques a Vienna (Innere Stadt) | Dades climàtiques a Vienna (Innere Stadt) | Dades climàtiques a Vienna (Innere Stadt) | Dades climàtiques a Vienna (Innere Stadt) | Dades climàtiques a Vienna (Innere Stadt) | Dades climàtiques a Vienna (Innere Stadt) | Dades climàtiques a Vienna (Innere Stadt) | Dades climàtiques a Vienna (Innere Stadt) | Dades climàtiques a Vienna (Innere Stadt) | Dades climàtiques a Vienna (Innere Stadt) | Dades climàtiques a Vienna (Innere Stadt) | Dades climàtiques a Vienna (Innere Stadt) | Dades climàtiques a Vienna (Innere Stadt) |
| Mes                                                     | gen                                       | febr                                      | març                                      | abr                                       | maig                                      | juny                                      | jul                                       | ag                                        | set                                       | oct                                       | nov                                       | des                                       | anual                                     |
| ------------------------------------------------------- | ----------------------------------------- | ----------------------------------------- | ----------------------------------------- | ----------------------------------------- | ----------------------------------------- | ----------------------------------------- | ----------------------------------------- | ----------------------------------------- | ----------------------------------------- | ----------------------------------------- | ----------------------------------------- | ----------------------------------------- | ----------------------------------------- |
| Màxima rècord °C (°F)                                   | 16.8 (62.2)                               | 19.5 (67.1)                               | 25.4 (77.7)                               | 27.4 (81.3)                               | 31.5 (88.7)                               | 36.5 (97.7)                               | 36.1 (97)                                 | 37.0 (98.6)                               | 31.8 (89.2)                               | 24.8 (76.6)                               | 21.3 (70.3)                               | 16.4 (61.5)                               | 37.0 (98.6)                               |
| Màxima mitjana °C (°F)                                  | 3.8 (38.8)                                | 6.1 (43)                                  | 11.5 (52.7)                               | 16.1 (61)                                 | 21.3 (70.3)                               | 24.0 (75.2)                               | 26.7 (80.1)                               | 26.6 (79.9)                               | 21.1 (70)                                 | 15.3 (59.5)                               | 8.1 (46.6)                                | 4.6 (40.3)                                | 15.3 (59.5)                               |
| Mitjana diària °C (°F)                                  | 1.2 (34.2)                                | 2.9 (37.2)                                | 6.4 (43.5)                                | 11.5 (52.7)                               | 16.5 (61.7)                               | 19.1 (66.4)                               | 21.7 (71.1)                               | 21.6 (70.9)                               | 16.8 (62.2)                               | 11.6 (52.9)                               | 5.5 (41.9)                                | 2.4 (36.3)                                | 11.4 (52.5)                               |
| Mínima mitjana °C (°F)                                  | −0.8 (30.6)                               | 0.3 (32.5)                                | 3.5 (38.3)                                | 7.8 (46)                                  | 12.5 (54.5)                               | 15.1 (59.2)                               | 17.4 (63.3)                               | 17.5 (63.5)                               | 13.6 (56.5)                               | 8.8 (47.8)                                | 3.6 (38.5)                                | 0.5 (32.9)                                | 8.3 (46.9)                                |
| Mínima rècord °C (°F)                                   | −17.6 (0.3)                               | −16.4 (2.5)                               | −10.4 (13.3)                              | −2.1 (28.2)                               | 4.9 (40.8)                                | 6.8 (44.2)                                | 10.9 (51.6)                               | 10.1 (50.2)                               | 5.6 (42.1)                                | −1.8 (28.8)                               | −7.0 (19.4)                               | −15.4 (4.3)                               | −17.6 (0.3)                               |
| Precipitació mitjana mm (polzades)                      | 21.3 (0.839)                              | 29.3 (1.154)                              | 39.1 (1.539)                              | 39.2 (1.543)                              | 60.9 (2.398)                              | 63.3 (2.492)                              | 66.6 (2.622)                              | 66.5 (2.618)                              | 50.4 (1.984)                              | 32.8 (1.291)                              | 43.9 (1.728)                              | 34.6 (1.362)                              | 547.9 (21.57)                             |
| Neu mitjana cm (polzades)                               | 18.6 (7.32)                               | 15.6 (6.14)                               | 8.3 (3.27)                                | 1.5 (0.59)                                | 0.0 (0)                                   | 0.0 (0)                                   | 0.0 (0)                                   | 0.0 (0)                                   | 0.0 (0)                                   | 0.0 (0)                                   | 7.9 (3.11)                                | 16.4 (6.46)                               | 68.3 (26.89)                              |
| Mitjana de dies de precipitació (≥ 1.0 mm)              | 5.3                                       | 6.0                                       | 8.1                                       | 6.3                                       | 8.3                                       | 9.3                                       | 8.2                                       | 8.5                                       | 6.9                                       | 6.0                                       | 7.5                                       | 7.6                                       | 88                                        |
| Mitjana mensual d'hores de sol                          | 70.1                                      | 101.6                                     | 142.9                                     | 197.5                                     | 238.5                                     | 237.9                                     | 263.1                                     | 251.6                                     | 181.6                                     | 132.3                                     | 66.7                                      | 51.8                                      | 1.935,5                                   |
| Percentage d'hores de sol                               | 25.6                                      | 35.5                                      | 40.1                                      | 48.2                                      | 50.6                                      | 49.6                                      | 54.4                                      | 56.8                                      | 53.8                                      | 40.6                                      | 23.9                                      | 19.8                                      | 41.58                                     |
| Font: Central Institute for Meteorology and Geodynamics |                                           |                                           |                                           |                                           |                                           |                                           |                                           |                                           |                                           |                                           |                                           |                                           |                                           |

## Demografia
La població de Viena és d'1.680.266 habitants (2009), dels quals el 80% són austríacs i el 20% restant d'altres països, predominant turcs i ciutadans d'estats que van formar part de l'Imperi austrohongarès (croats, eslovens, bosnians, hongaresos, eslovacs i romanesos). La població vienesa ha augmentat des del 1988, sobretot en els últims anys, a conseqüència de la immigració. L'àrea metropolitana, que s'estén per terres de la Baixa Àustria, té una població de prop de 2.500.000 habitants.
La ciutat, de fundació romana, va cobrar importància amb l'assentament dels Habsburg, en convertir-se en la capital del seu imperi. Durant l'edat mitjana i els segles xvi i xvii, la població va augmentar lentament a causa de les epidèmies i els setges. El segle xviii va ser un període més tranquil i el 1790 ja va assolir els 200.000 habitants. El segle xix va suposar per a la ciutat un creixement demogràfic sense precedents, concorde amb la posició que el seu estat assolia a Europa. El 1850, amb 551.300 habitants, ja havia passat a Moscou i Sant Petersburg, i a mitjan dècada dels 70 ja superava el milió d'habitants.
El 1910, la capital austrohongaresa era la tercera ciutat d'Europa, després de París i Londres, i lleugerament per sobre de Sant Petersburg i Berlín, i tenia 2.083.630 habitants, que s'estima que eren 2.239.000 el 1916, durant la Primera Guerra Mundial. El desmembrament d'Àustria-Hongria va suposar un revés demogràfic i la població ha anat sofrint alts i baixos des de llavors, però amb una línia marcadament descendent, i s'ha situat sempre per sota dels 2.000.000 i es troba sense variacions significatives des del 1951. En els últims anys, hi ha hagut un repunt demogràfic afavorit per la integració dels estats de l'Europa de l'Est en la Unió Europea.
| any  | població |
| ---- | -------- |
| 1724 | 150.000  |
| 1754 | 175.460  |
| 1790 | 200.000  |
| 1796 | 235.098  |
| 1800 | 231.900  |
| 1810 | 224.548  |
| 1830 | 401.200  |
| 1840 | 469.400  |
| 1850 | 551.300  |

| any  | població  |
| ---- | --------- |
| 1857 | 683.000   |
| 1869 | 900.998   |
| 1880 | 1.162.591 |
| 1890 | 1.430.213 |
| 1900 | 1.769.137 |
| 1910 | 2.083.630 |
| 1916 | 2.239.000 |
| 1923 | 1.918.720 |
| 1934 | 1.935.881 |

| any  | població  |
| ---- | --------- |
| 1939 | 1.770.938 |
| 1951 | 1.616.125 |
| 1961 | 1.627.566 |
| 1971 | 1.619.885 |
| 1981 | 1.531.346 |
| 1988 | 1.506.201 |
| 1991 | 1.539.848 |
| 2001 | 1.550.123 |
| 2007 | 1.670.347 |

### Minories
En els últims anys, Viena ha incrementat el nombre d'habitants a causa de l'arribada d'immigrants turcs, eslovacs, hongaresos, iugoslaus, polonesos, romanesos i en menor mesura, xinesos, indis i egipcis. Així mateix, està dins de les ciutats amb el nombre més gran d'asilats i refugiats polítics, per la qual cosa fins avui continuen sent visibles les comunitats de refugiats, per exemple, a conseqüència de la revolució islàmica de l'Iran, els cops militars a Xile, Argentina i Uruguai. Progressivament, han anat retornant també les famílies de jueus vienesos, els quals ara estan incrementant notablement la seva participació en la vida econòmica de la ciutat.

## Llocs d'interès
La UNESCO va declarar el centre històric de Viena com a Patrimoni de la Humanitat, i destacà, en primer lloc, que les seves qualitats arquitectòniques i urbanes representen un testimoni excel·lent d'un continu bescanvi de valors al llarg del II mil·lenni. A més a més, la seva herència arquitectònica i urbana il·lustra molt bé tres períodes clau del desenvolupament polític i cultural d'Europa: l'edat mitjana, el període barroc i el peridode anomenat Gründerzeit que es caracteritza pel predomini de l'historicisme i l'eclecticisme en l'arquitectura. Finalment, Viena ha estat universalment reconeguda com la «capital musical d'Europa».
- La Catedral gòtica de Sant Esteve, a Stephansplatz
- Les esglésies barroques de Sant Carles Borromeu (Karlskirche) i Sant Pere (Peterskirche)
- L'Església Votiva (Votivkirche), on es troba l'altar de la Verge de Guadalupe més gran fora de Mèxic. És un destacat exemple d'arquitectura neogòtica.
- L'Ajuntament (Rathaus), un altre exemple important d'arquitectura neogòtica.
- L'edifici del Parlament d'Àustria, a la Ringstraße, destacat exemple d'arquitectura neoclàssica.
- Burgtheater (Teatre imperial de la cort), originalment anomenat K.K. Theater an der Burg, i a partir del 1920 K.K. Hofburgtheater, és el Teatre Nacional d'Àustria a Viena i un dels més importants teatres del món en llengua alemanya.
- Òpera de l'estat de Viena, ha esdevingut una de les òperes més prestigioses del món, així com una de les principals institucions culturals de la capital austríaca.
- La Wiener Musikverein, sala de concerts més prestigiosa de la ciutat i seu de l'Orquestra Filharmònica de Viena.
- Els carrers Kärtnerstrasse i Gravin, amb els negocis de moda de les marques més prestigioses (i cares) i agradables cafès i bistros (com el cafè de l'Hotel Sacher, origen del pastís "sacher").
- Palau de Schönbrunn (Bella font en alemany).
- Palau Belvedere, on s'exposa El petó de Gustav Klimt.
- Palau Imperial de Hofburg («la cort» en alemany), on hi ha el Museu d'Etnologia (Museum für Völkerkunde) que conserva el controvertit plomall de Moctezuma, penúltim emperador asteca. També s'hi troba la cambra del tresor imperial, on es conserven peces extraordinàries de l'orfebreria i les arts sumptuàries medievals, d'una gran significació històrica. Altres museus vinculats al palau de Hofburg són l'Albertina (importantíssima col·lecció de gravats i dibuixos, incloent la famosa "Llebre" d'Albrecht Dürer), la magnífica sala principal de la Biblioteca Nacional d'Àustria, la biblioteca barroca més gran del món,[18] i el museu dedicat a l'emperadriu Sissi.
- Al seu entorn es troben l'església dels augustins (Augustinerkirche), on hi ha el monument funerari de Maria Cristina d'Àustria, una de les obres més importants de l'escultor italià Antonio Canova, i l'església dels caputxins (Kapuzinerkirche), a la cripta de la qual (Cripta Imperial de Viena o Kaisergruft) hi són enterrats els membres de la família imperial, entre els quals l'emperador Carles VI (Carles III d'Aragó) i l'emperadriu Elisabet Cristina de Brunsvic, la tomba de la qual és decorada amb un relleu que representa la seva arribada a Barcelona.
- Llocs vinculats a l'exili austriacista a Viena són l'antic monestir de Montserrat de Viena (Schwarzspanierkirche), l'hospital dit "dels espanyols" o "hospital espanyol" (l'església del qual estava dedicada a la Mare de Déu de la Mercè i que actualment està ocupada pel seminari) i l'església dels trinitaris descalços o Alsekirche, a la cripta de la qual hi són enterrats nombrosos exiliats catalans com l'últim ambaixador català a Viena, Francesc de Berardo.[19] El manuscrit original de les Narraciones Históricas... de Francesc de Castellví es conserva a l'Arxiu estatal de Viena (Staatsarchiv).
- Cases on van viure Mozart i Beethoven. També s'han museïtzat les cases d'altres músics com Haydn, Schubert i Strauss.
- La casa on va viure Sigmund Freud, que ha estat transformada en museu i centre d'estudis.
- Testimonis de l'arquitectura modernista, coneguda a Viena com a Secessió de Viena: Les cases de l'arquitecte Otto Wagner al carrer Linke Wienzeile números 38 i 40 (Majolikahaus i Musenhaus); els pavellons de l'estació de Karlsplatz, del mateix O. Wagner o, prop d'allà, el pavelló de la Secessió, obra de Joseph Maria Olbrich, decorat amb frisos de Gustav Klimt. A la Michaelerplatz, contrastant amb l'arquitectura barroca del palau de Hofburg, destaca la casa projectada per l'arquitecte Adolf Loos. Altres obres importants d'Otto Wagner a Viena són la seu de la Caixa Postal d'Estalvis (Postsparkasse) i l'església de Steinhof.[20]
- Les nombroses estàtues i monuments commemoratius que es troben a tots els parcs de Viena recordant personatges il·lustres com Mozart, Strauss, Sigmund Freud o l'emperadriu Sissi.
- Memorial de la Shoah, a la Judenplatz, obra de l'artista Rachel Whiteread (1996). A Viena hi ha altres memorials dedicats a les víctimes de la tirania nacionalsocialista (al lloc on va tenir la seu la Gestapo) o a les víctimes de la guerra i el feixisme (plaça davant de l'Albertina)
- Monument dedicat als soldats russos que van morir a l'ofensiva de Viena, durant la Segona Guerra Mundial (Heldendenkmal der Roten Armee).
- Museus: el Museumsquartier (a les antigues cavallerisses del palau de Hofburg), amb tres museus d'art modern amb el millor de la pintura de Gustav Klimt i Kokoschka. L'important Museu d'Història de l'Art i el Museu d'Història Natural (on es conserva la Venus de Willendorf). També s'ha d'esmentar la Galeria de l'Acadèmia de Belles Arts.
- Hundertwasserhaus, que mostra l'arquitectura avantguardista de l'arquitecte i artista austríac Friedensreich Hundertwasser, amb certa influència de Gaudí
- L'Escola Espanyola d'Equitació (Spanische Hofreitschule), amb seu al palau de Hofburg
- El Prater, amb l'emblemàtica roda de fira (1897),[13] immortalitzada a la pel·lícula El tercer home.
- El mont Kahlenberg, part dels boscos de Viena (Wiener Wald), amb el mirador més espectacular del riu Danubi al seu pas per Viena.
- Grinzing, zona de Heurigen, tavernes típiques vieneses per a degustar bons vins de Döbling, Burgenland o del Weinviertel, així com de carns fredes i embotits de la regió.
- Haus des Meeres, aquari públic.
- A la rodalia de Viena, el monestir de Klosterneuburg, on es conserva una obra mestra de l'art medieval, el tríptic realitzat per l'esmaltador Nicolas de Verdun.
- Museu de Liechtenstein, museu d'art. Conté gran part de la col·lecció d'art dels seus propietaris, la Família del Príncep de Liechtenstein, governants del principat de Liechtenstein. Inclou importants obres d'art europees, formant una de les col·leccions privades d'art més importants del món.

## Galeria d'imatges

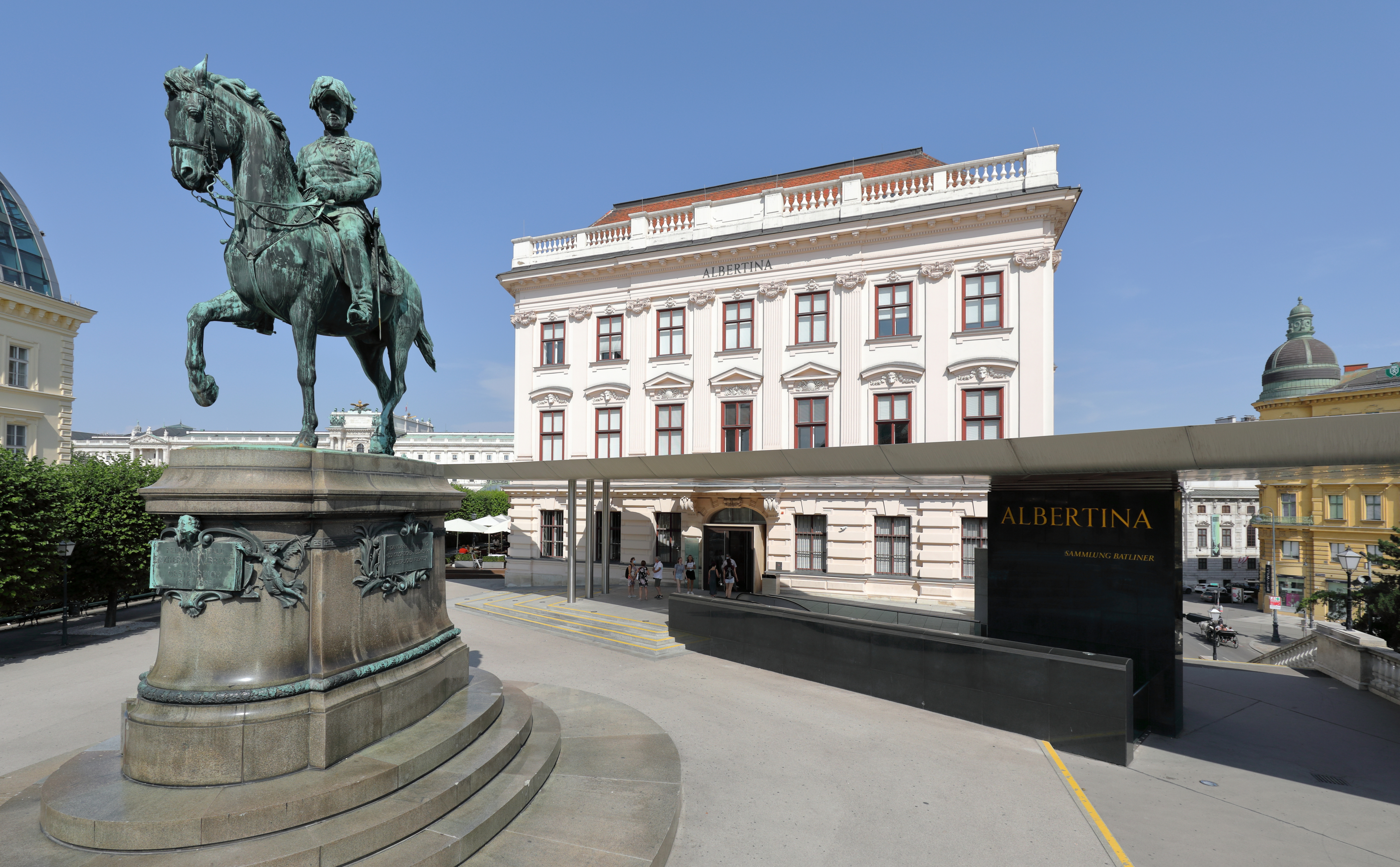
Albertina
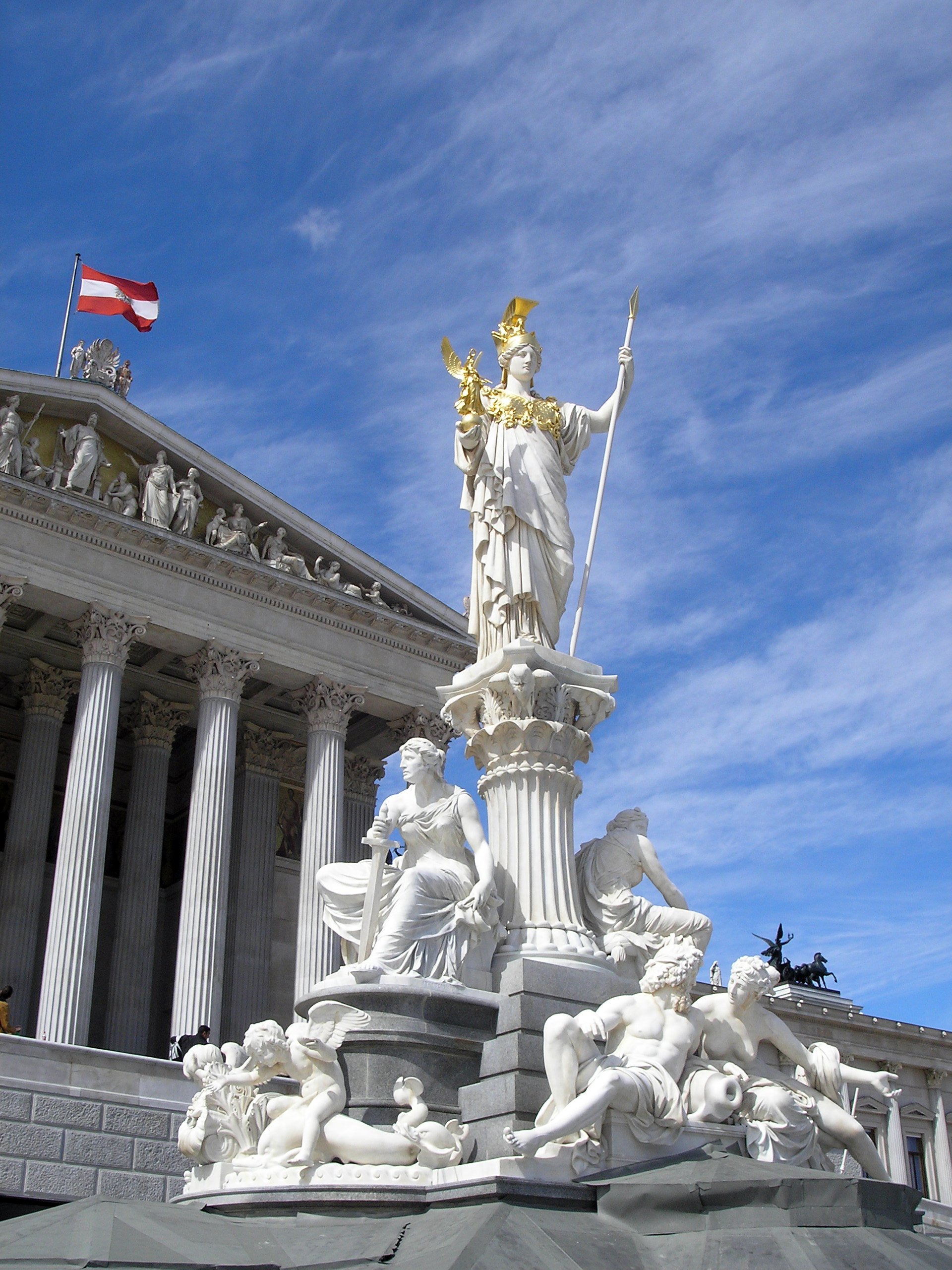
Edifici del Parlament austríac
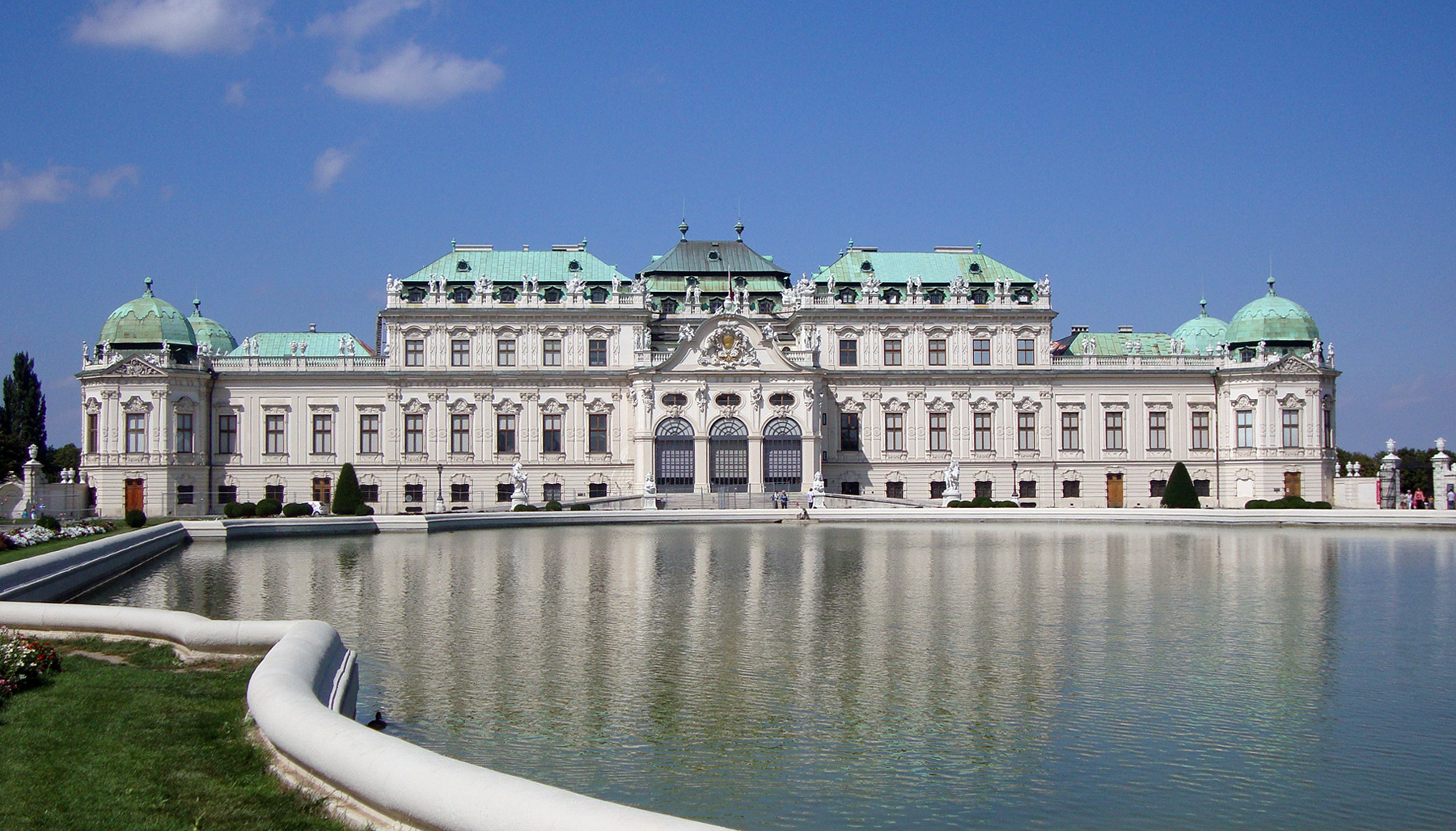
Palau Belvedere
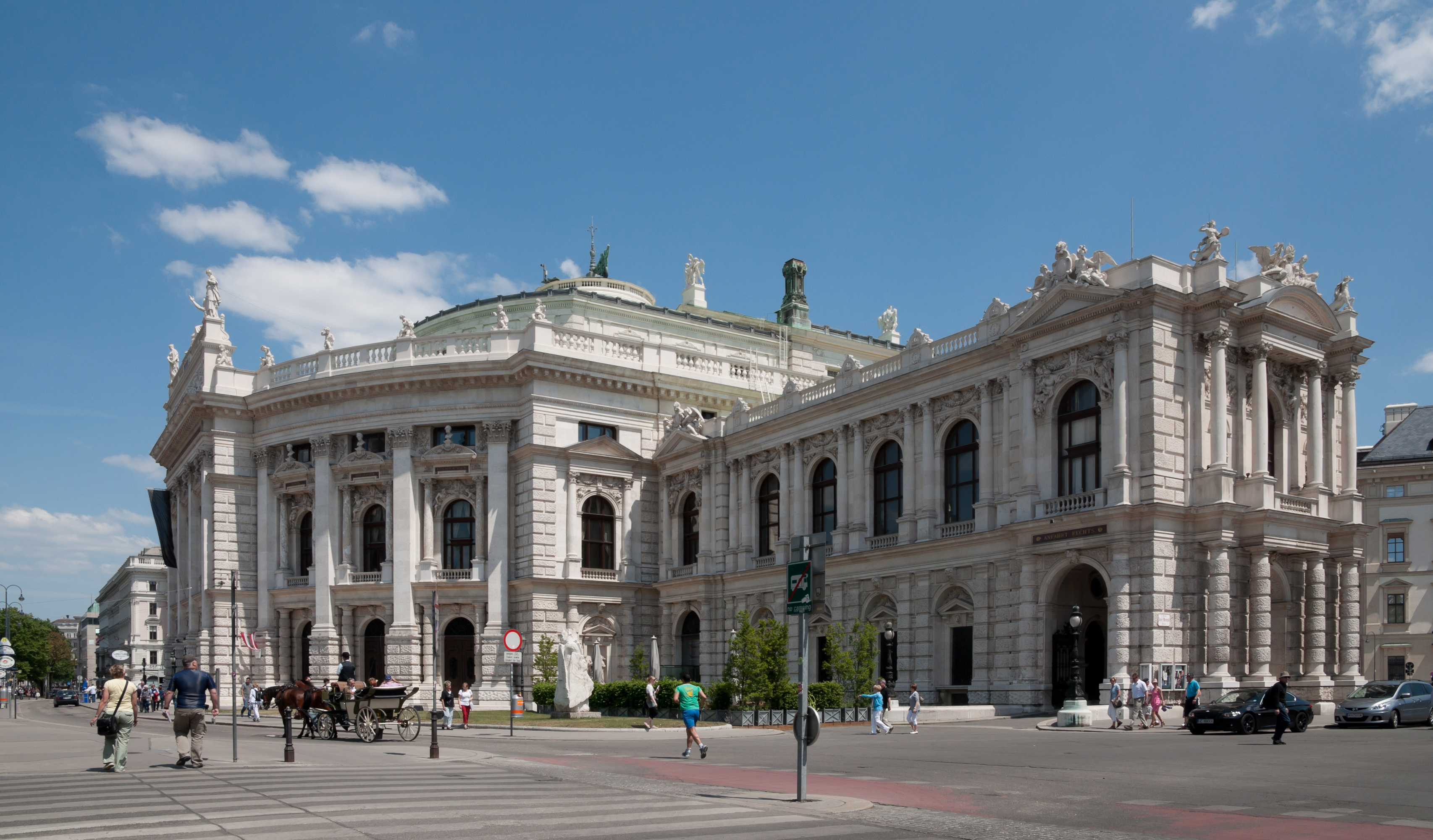
Burgtheater
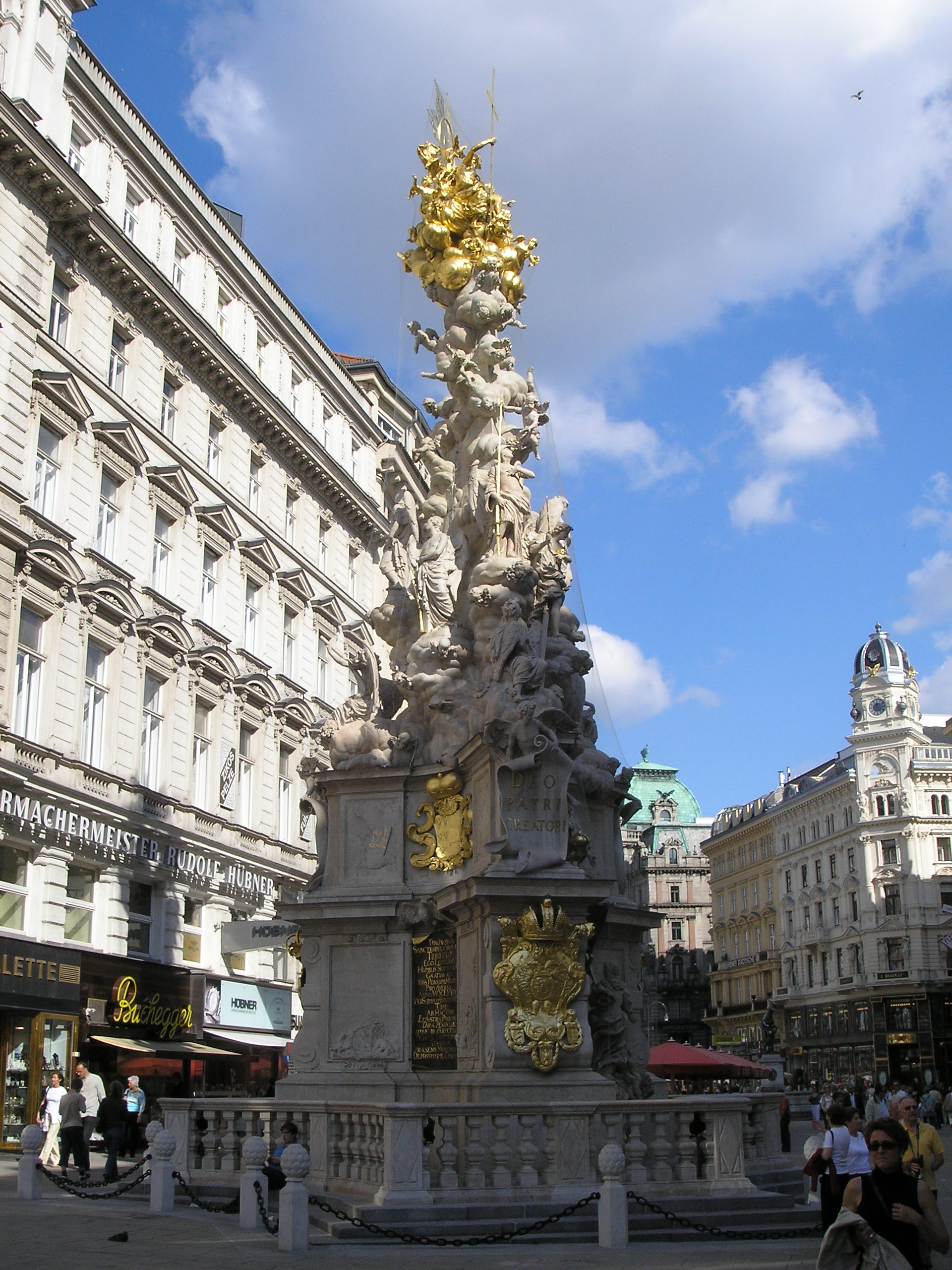
Graben
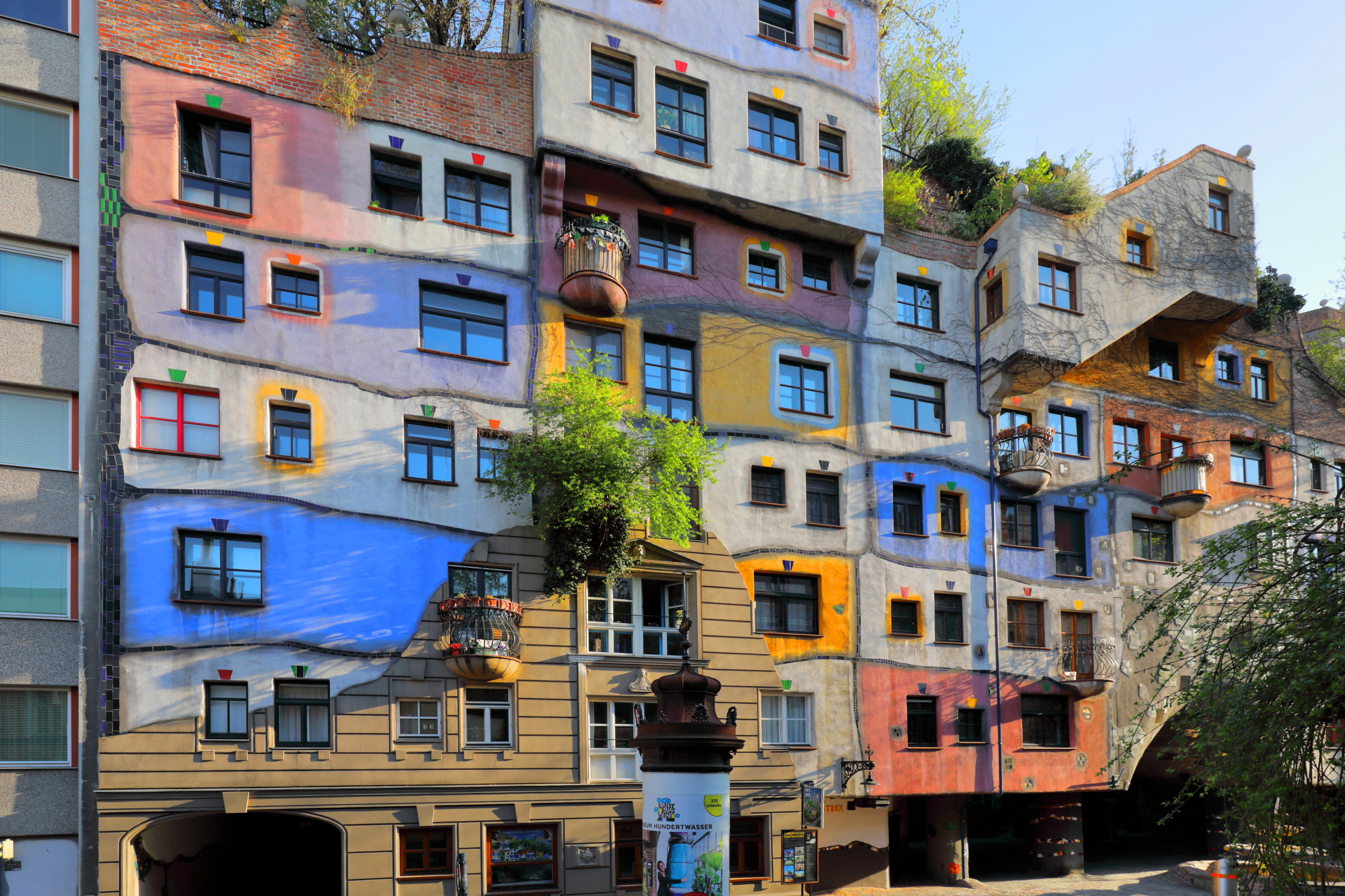
Hundertwasserhaus
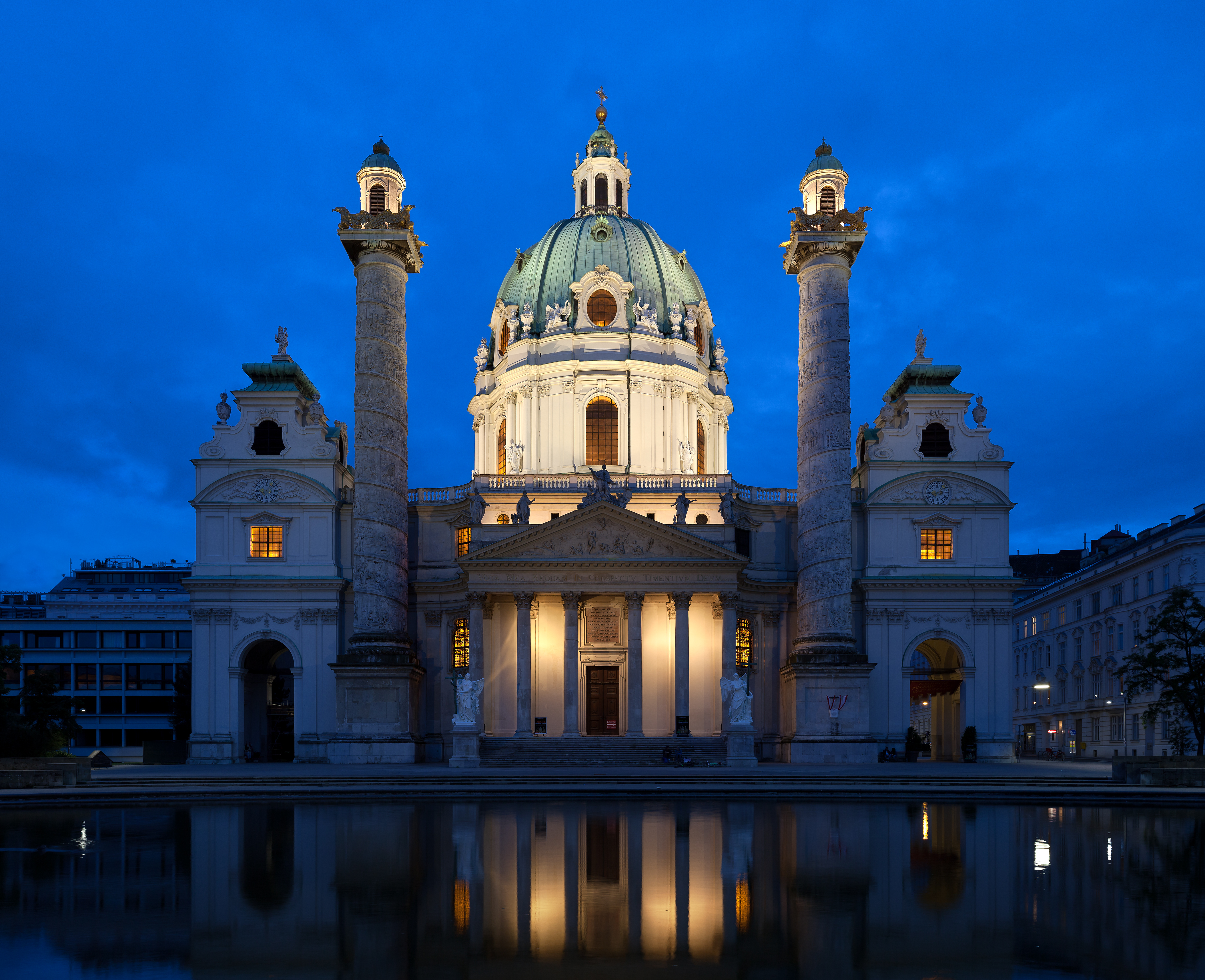
Església barroca de Sant Carles Borromeu (Karlskirche)
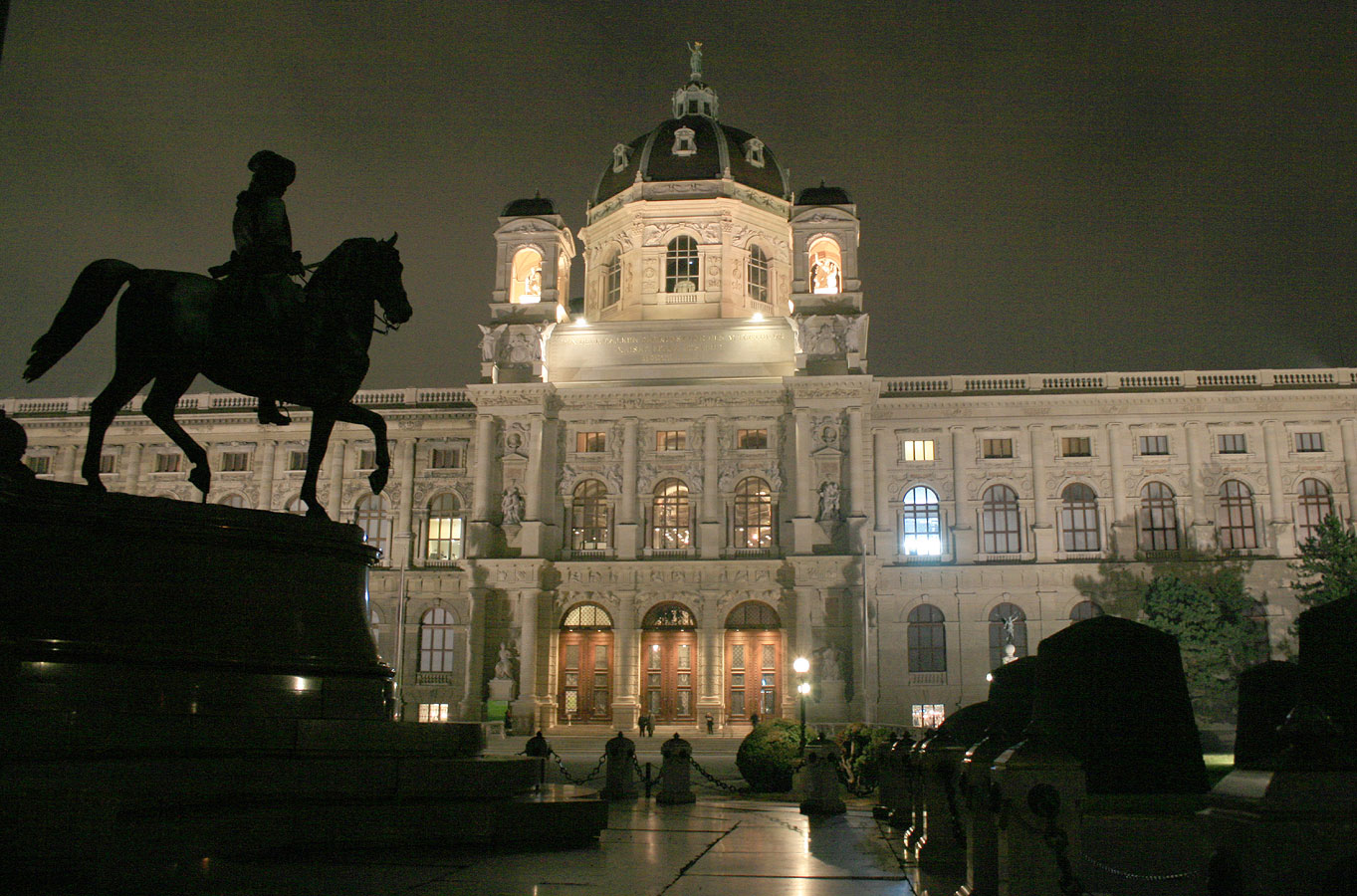
Museu d'Història de l'Art (Kunsthistorisches Museum)
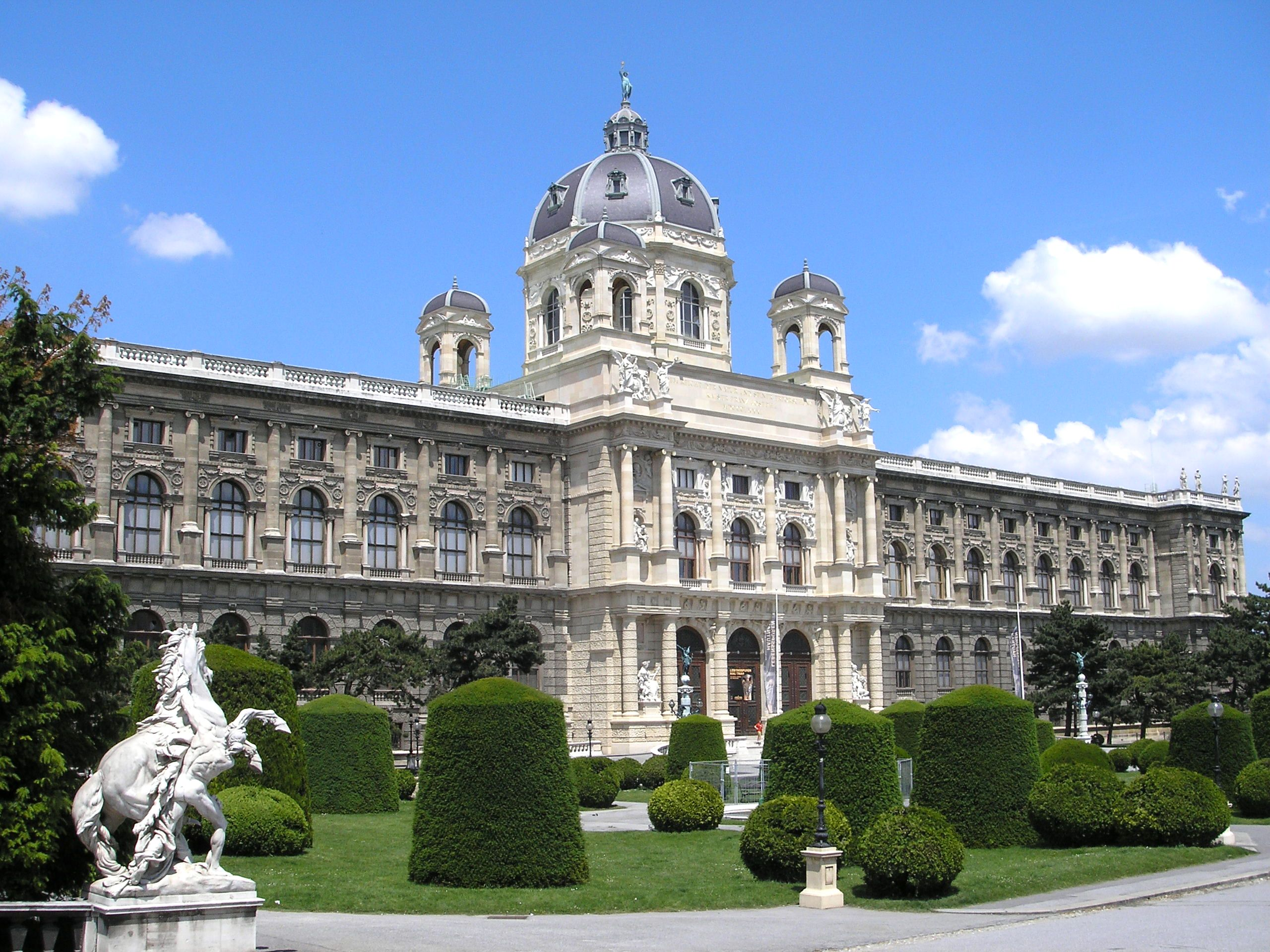
Museu d'Història Natural (Naturhistorisches Museum)
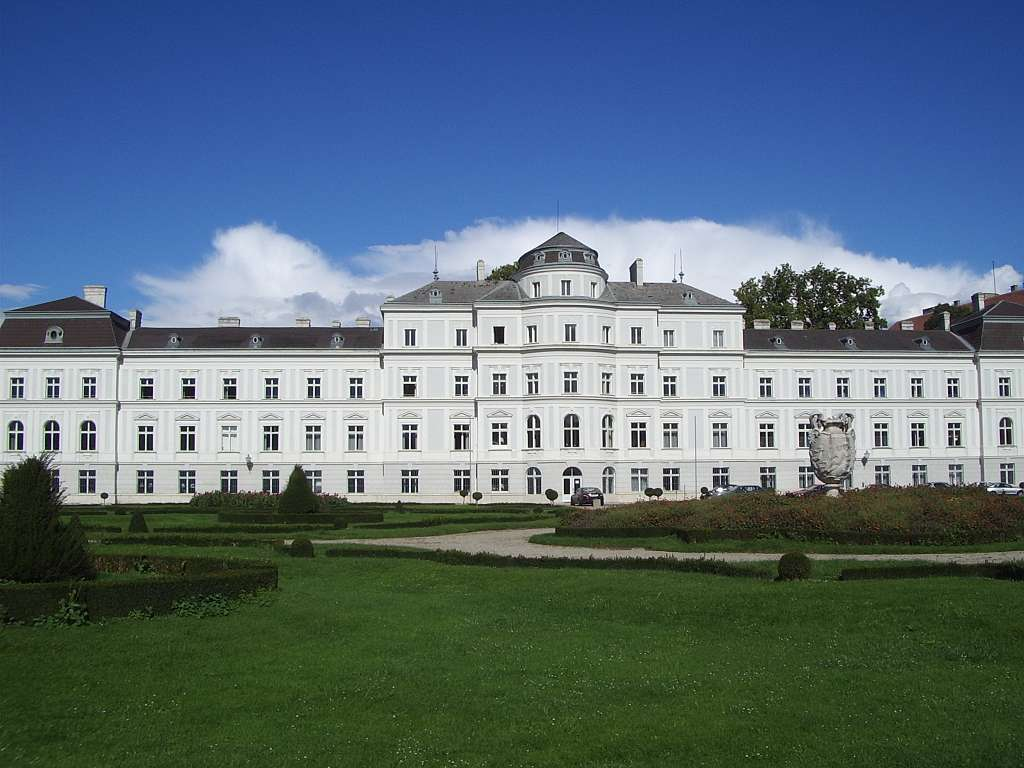
Palau Augarten
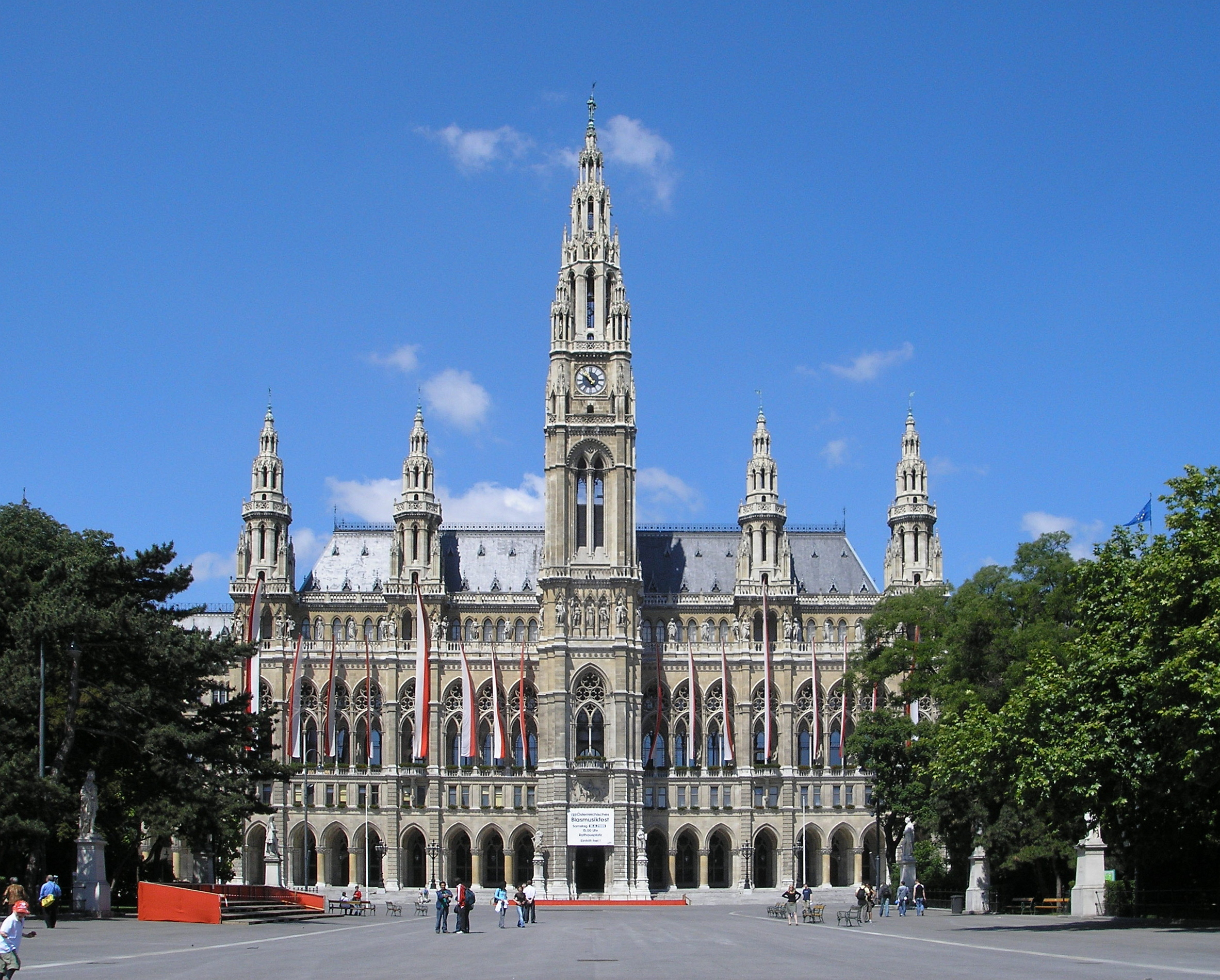
Ajuntament (Rathaus)
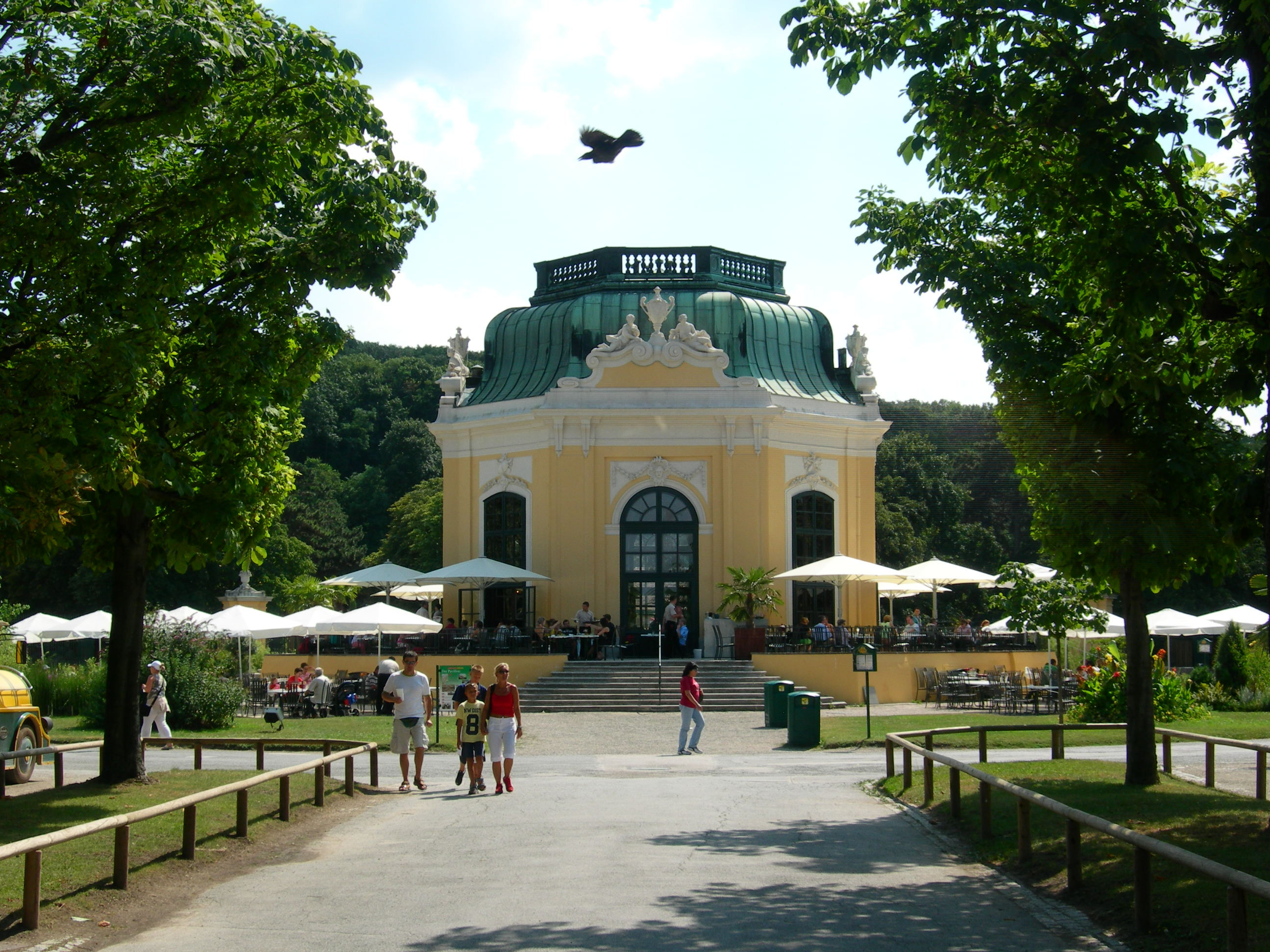
Zoo de Schönbrunn
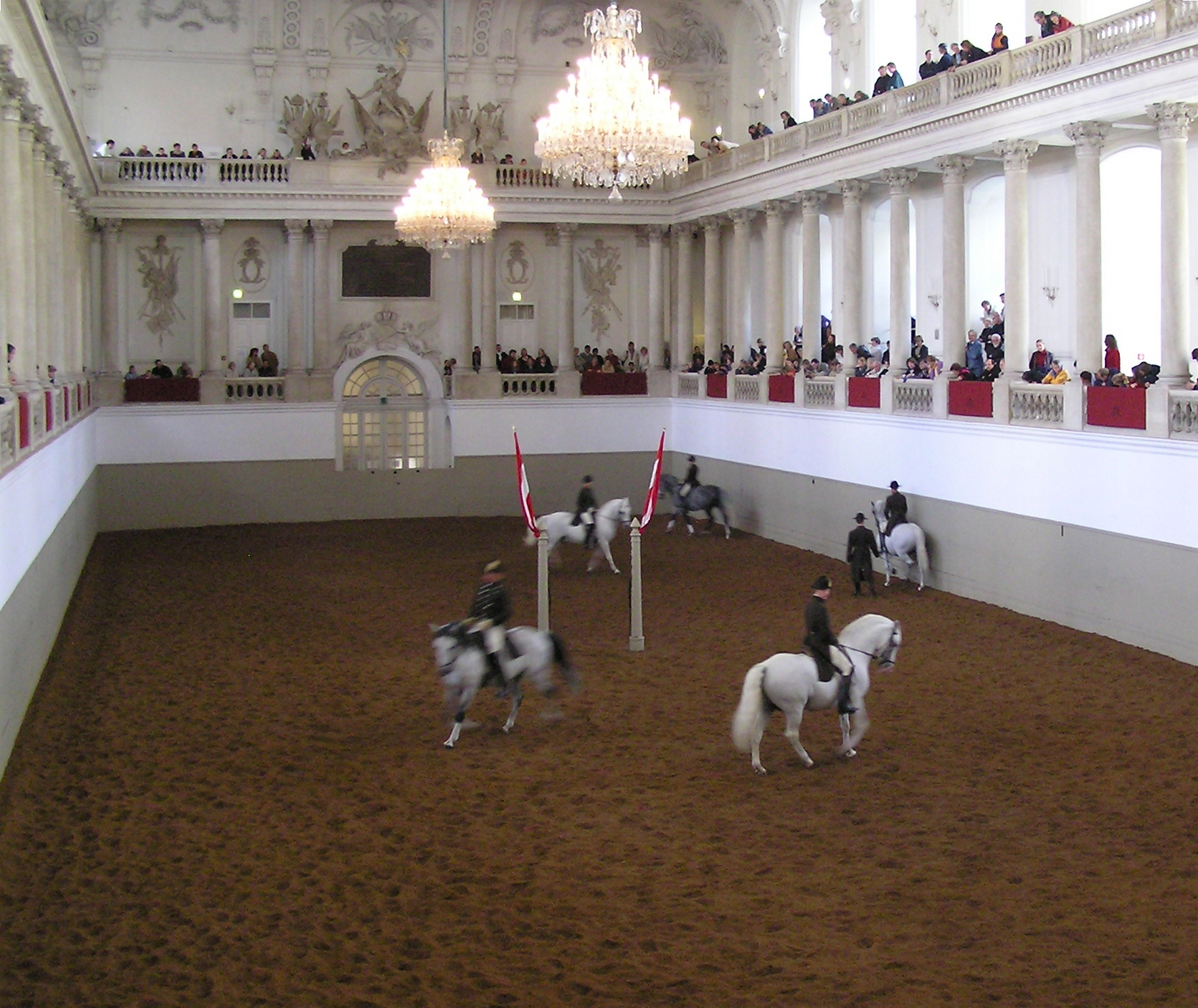
Escola Espanyola d'Equitació
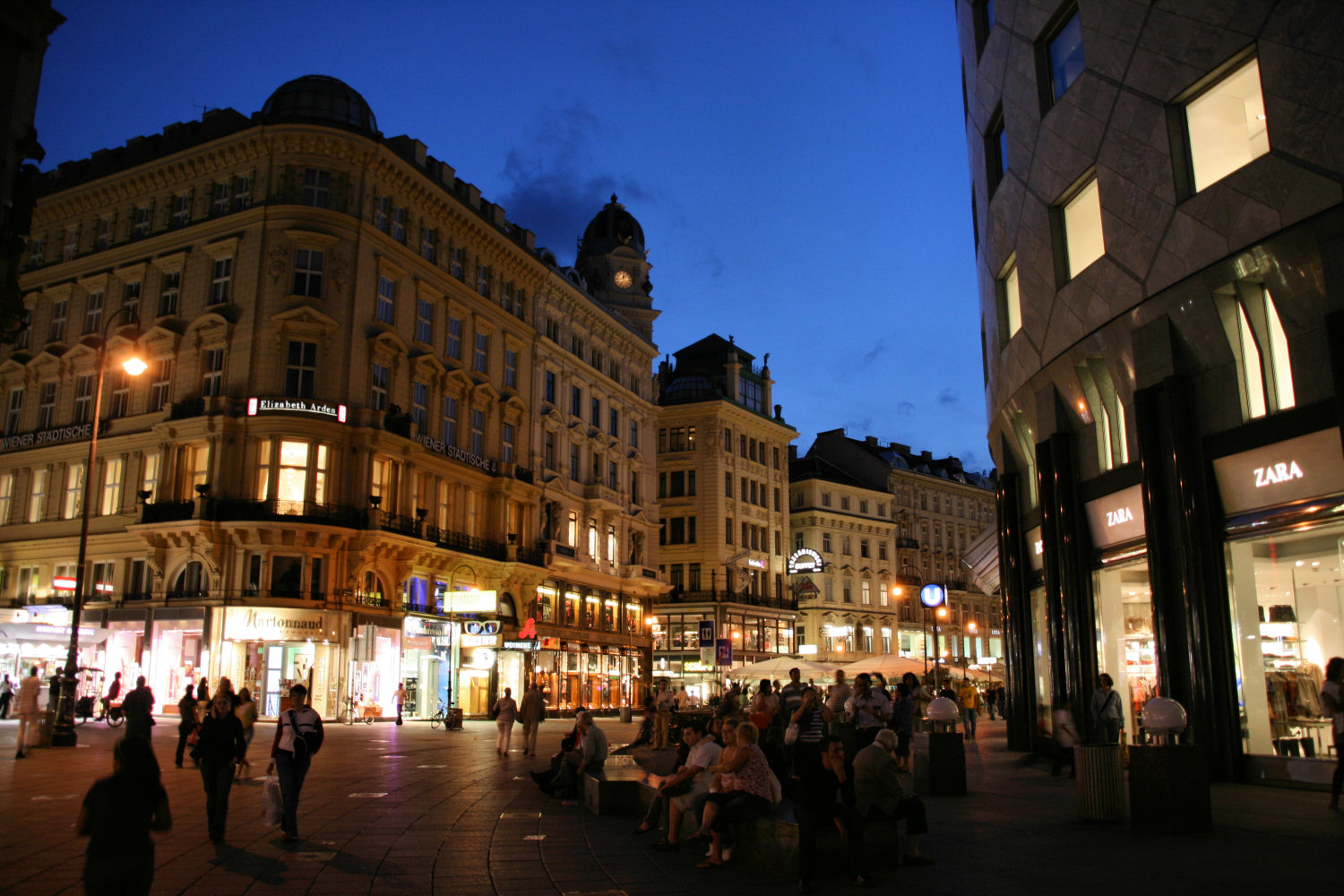
Stephansplatz
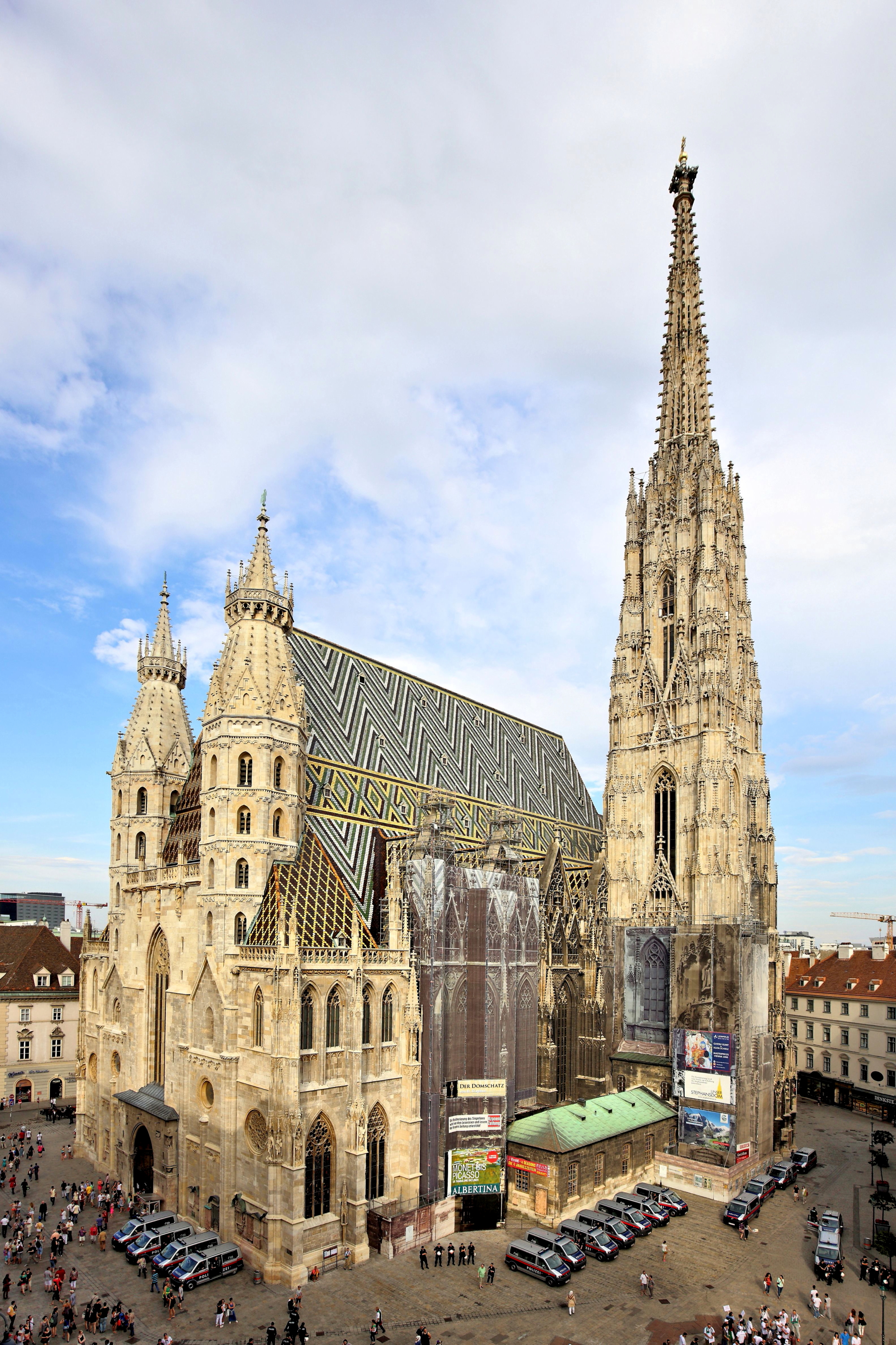
Catedral de Sant Esteve
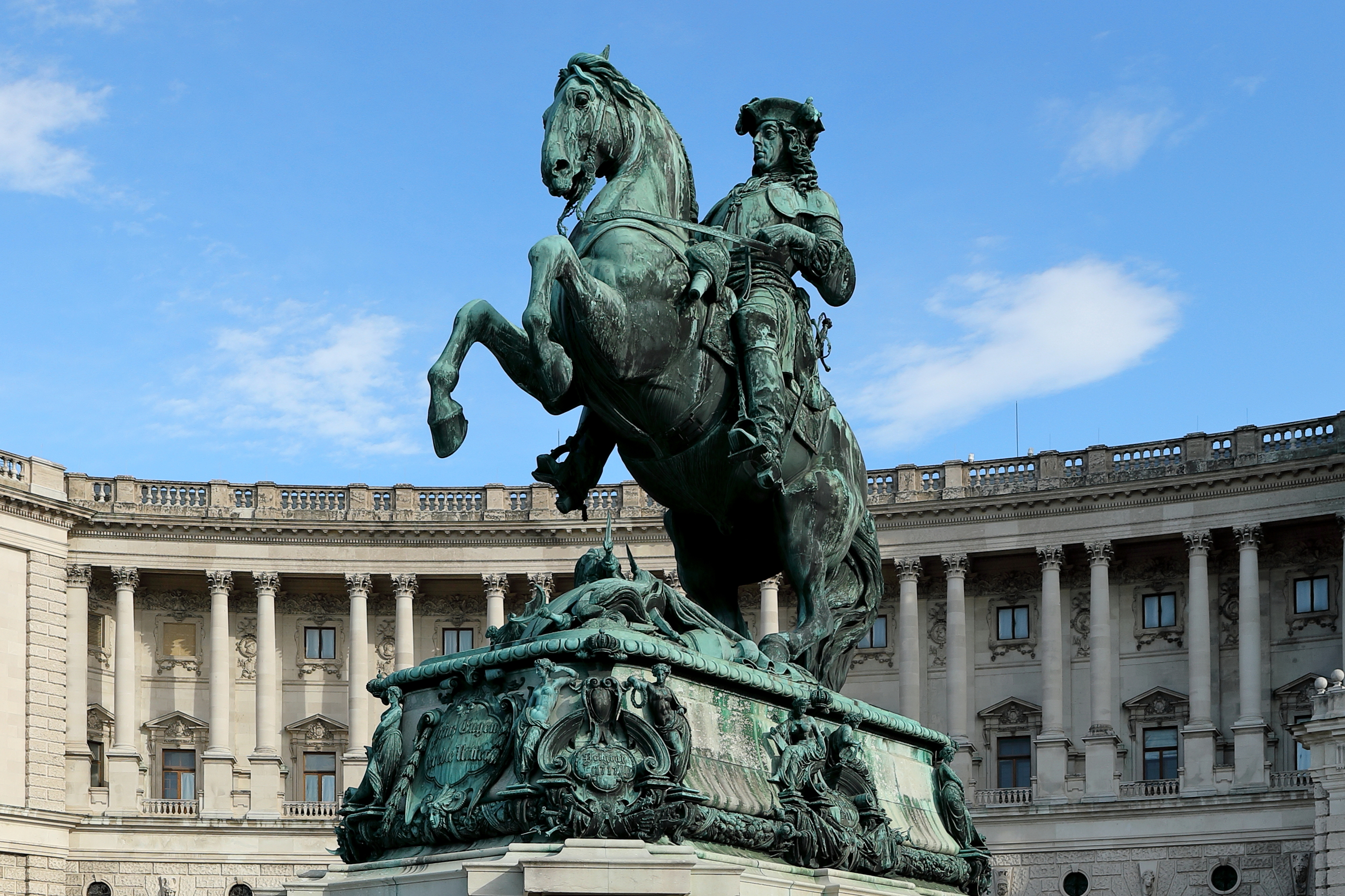
Estàtua del Príncep Eugeni de Savoia
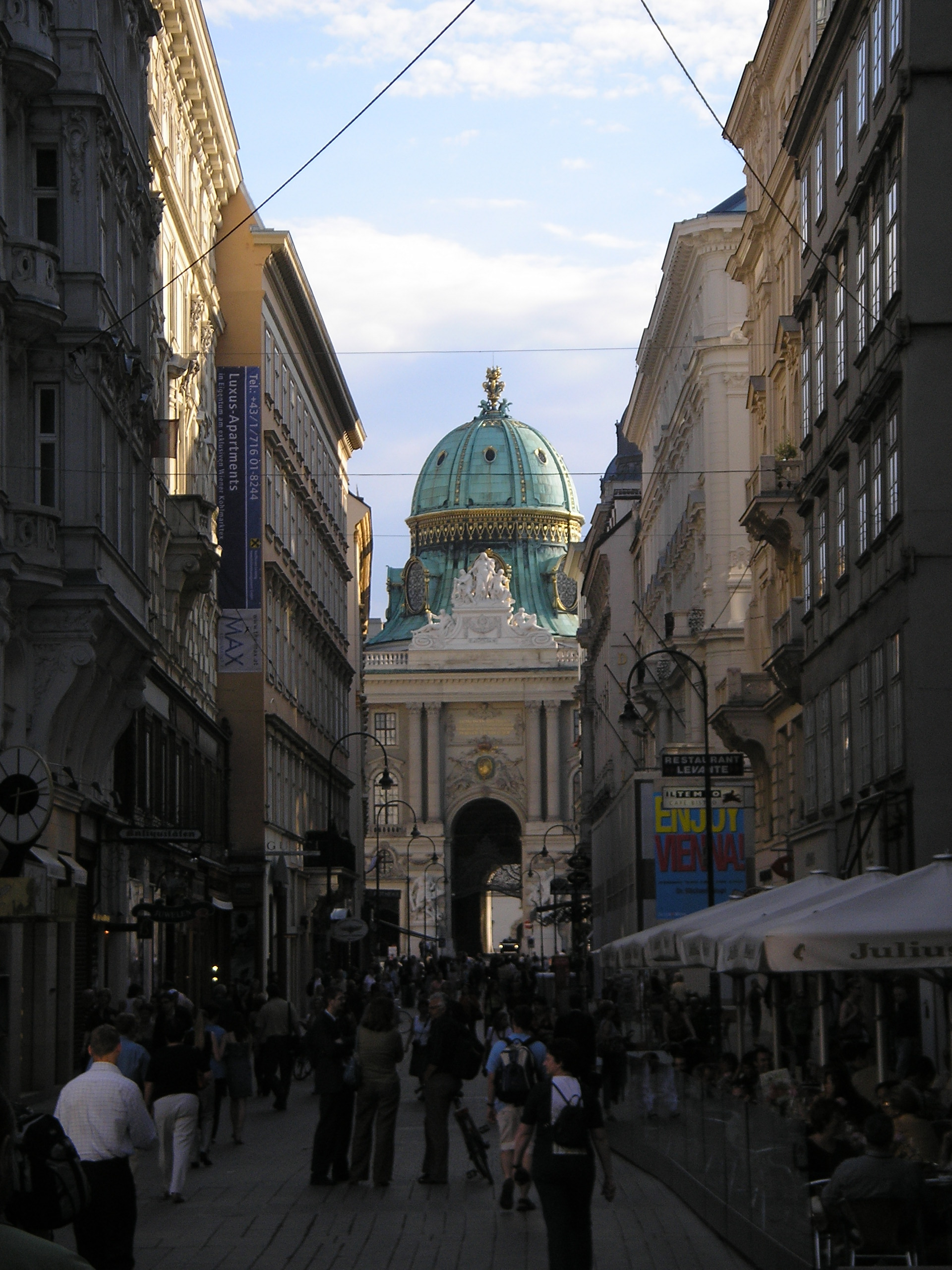
Vista de Hofburg
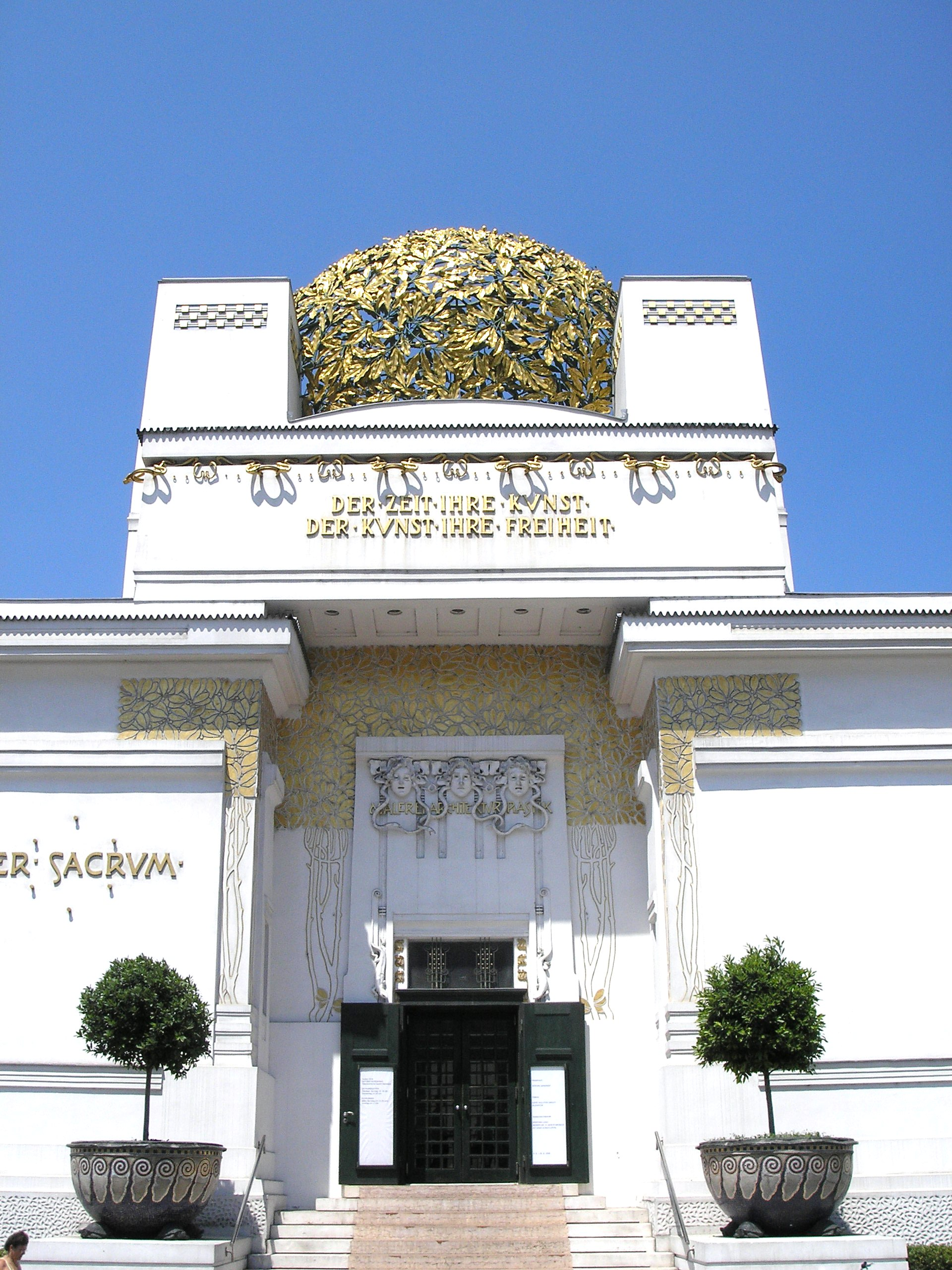
Edifici d'estil modernista
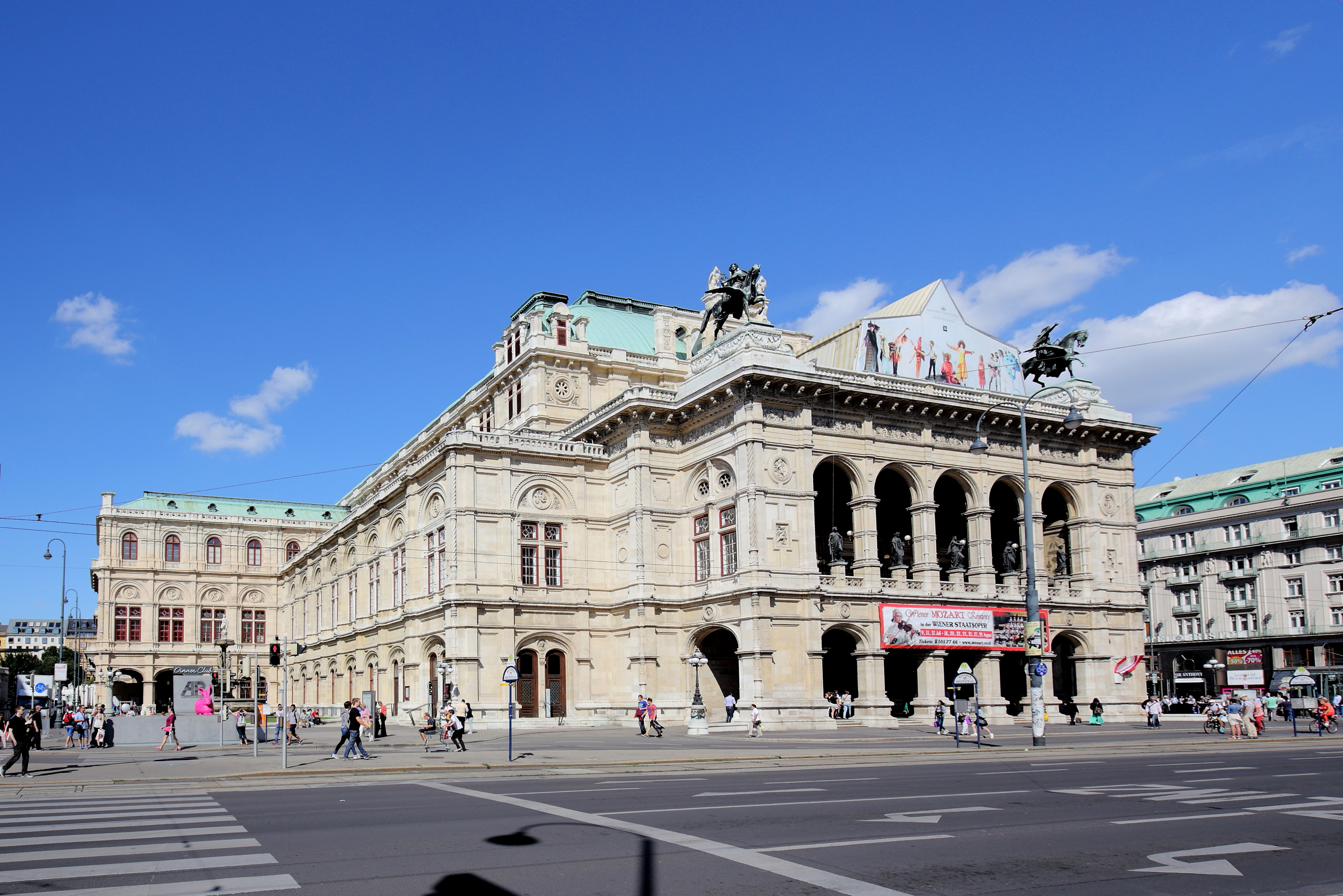
Òpera de l'Estat de Viena
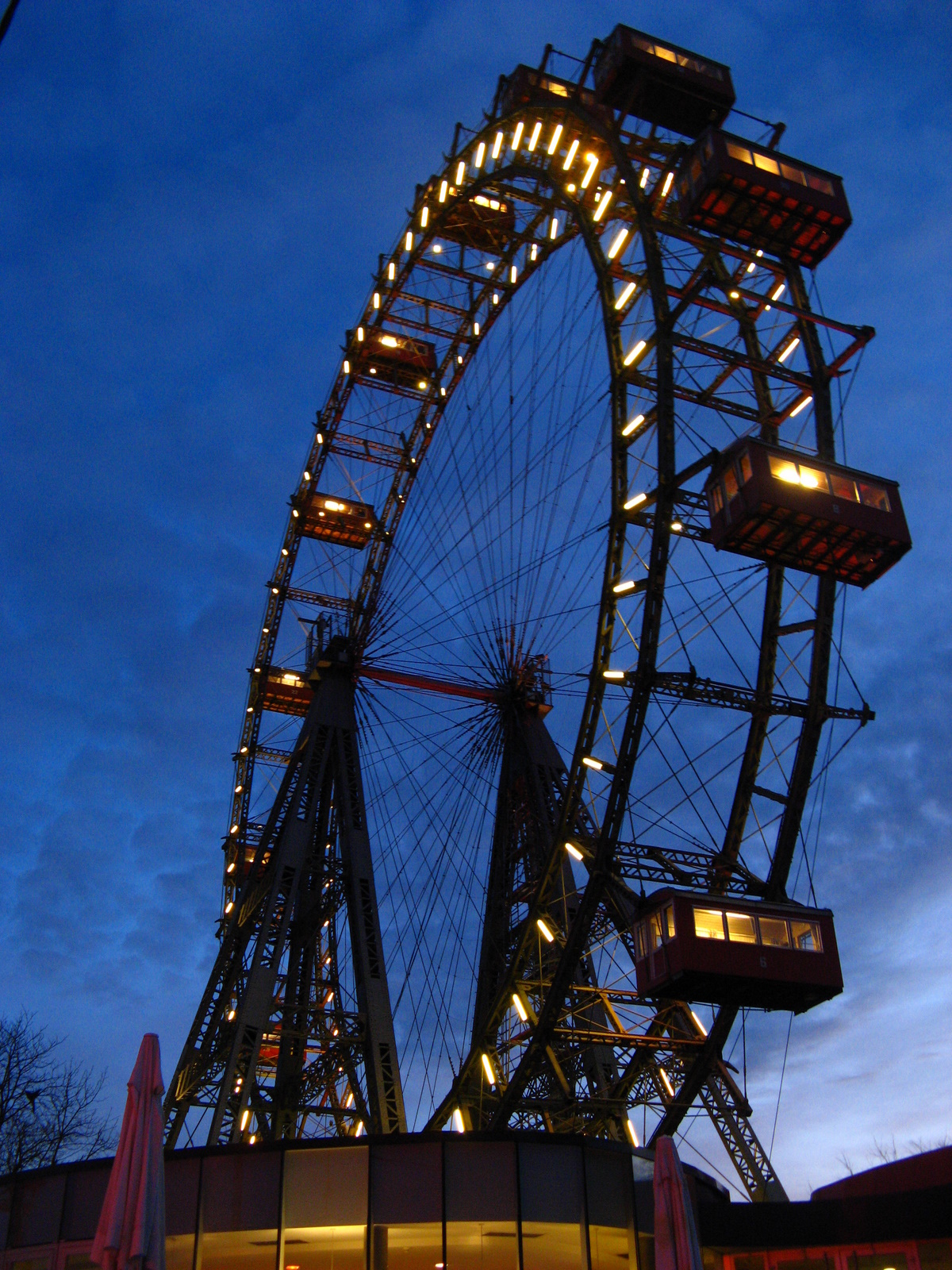
Wiener Riesenrad, al Prater
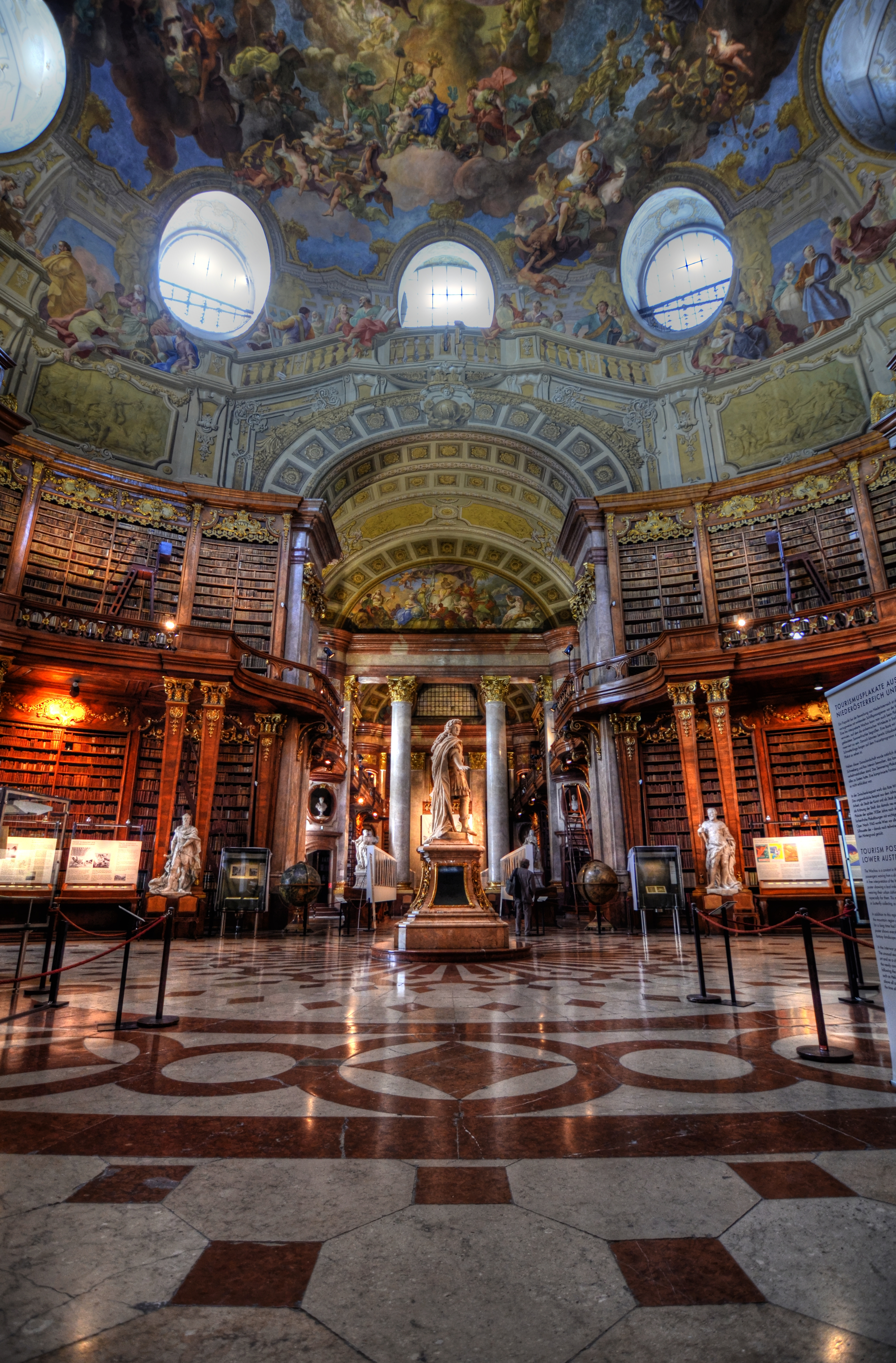
Biblioteca Nacional d'Àustria

## Personatges il·lustres
- Robert Bárány (1876-1936), metge, Premi Nobel de Medicina o Fisiologia de 1914.
- Alban Berg (1885-1935), compositor
- Ernst Sigismund Fischer (1875-1954), matemàtic
- Alfred Hermann Fried (1864-1921), periodista, Premi Nobel de la Pau de 1911
- Karl von Frisch (1886-1982), etòleg, Premi Nobel de Medicina o Fisiologia de 1973
- Friedrich Gulda (1930-2000), pianista
- Enrica von Handel-Mazzetti (1871-1955), escriptora
- Friedrich August von Hayek (1899-1992), economista, Premi Nobel d'Economia de 1974
- Ivan Illich (1926 - 2002), escriptor i filòsof
- Eric Richard Kandel (1929), metge, Premi Nobel de Medicina o Fisiologia de l'any 2000
- Martin Karplus (1930-), químic, Premi Nobel de Química de 2013
- Richard Khun (1900-1967), químic, Premi Nobel de Química de 1938
- Walter Kohn (1923-2016), físic, Premi Nobel de Química de l'any 1998
- Karl Landsteiner (1868-1943), patòleg, Premi Nobel de Medicina o Fisiologia de 1930
- Konrad Lorenz (1903-1989), etòleg, Premi Nobel de Medicina o Fisiologia de 1973
- Wolfgang Pauli (1900-1958), físic, Premi Nobel de Física de 1945
- Max Ferdinand Perutz (1914-2002), químic, Premi Nobel de Química de 1962
- Karl Popper (1902 - 1994), filòsof i sociòleg, Premi Internacional Catalunya (1989)
- Otto Schreier (1901-1929), matemàtic
- Erwin Schrödinger (1887-1961), físic, Premi Nobel de Física de 1933, Medalla Max Planck de 1937
- Erich von Stroheim (1885 - 1957), actor i director
- Richard Adolf Zsigmondy (1865-1929), químic, Premi Nobel de Química de 1925
- Stefan Zweig (1881-1942), escriptor